# Đế quốc Hà Lan
Đế quốc Hà Lan (tiếng Hà Lan: Nederlands-koloniale Rijk) bao gồm các vùng lãnh thổ ở nước ngoài thuộc tầm kiểm soát của Hà Lan từ thế kỷ 17 đến những năm 1950. Người Hà Lan đã theo sau Tây Ban Nha và Bồ Đào Nha trong việc thiết lập một đế quốc thực dân. Đối với điều này, họ đã được hỗ trợ bởi các kỹ năng của họ trong việc vận chuyển và thương mại và sự gia tăng của chủ nghĩa dân tộc bởi cuộc đấu tranh giành độc lập từ Tây Ban Nha.
Tham vọng đế quốc của người Hà Lan đã được củng cố bởi sức mạnh của ngành vận tải biển hiện tại của họ, cũng như vai trò chính của họ trong việc mở rộng giao thương hàng hải giữa châu Âu và Phương Đông. Cùng với Anh, Hà Lan bước đầu xây dựng tài sản thuộc địa trên cơ sở của nhà nước tư bản gián tiếp của công ty chủ nghĩa thực dân như công ty Công ty Đông Ấn Hà Lan và Công ty Tây Ấn Hà Lan vào đầu thế kỷ XVII. Chúng được coi là Các công ty thương mại hàng hải lớn nhất và rộng lớn nhất vào thời điểm đó, và từng nắm giữ độc quyền ảo trên các tuyến vận tải chiến lược của châu Âu về phía tây qua Nam bán cầu quanh Nam Mỹ qua eo biển Magellan và phía đông châu Phi, qua Mũi Hảo Vọng. Sự thống trị của các công ty về thương mại toàn cầu đã góp phần rất lớn vào một cuộc cách mạng thương mại và sự nở rộ văn hóa ở Hà Lan của thế kỷ 17, được gọi là Thời kỳ hoàng kim của Hà Lan. Trong quá trình tìm kiếm các tuyến thương mại mới giữa châu Á và châu Âu, các nhà hàng hải Hà Lan đã khám phá và lập bản đồ cho các khu vực xa xôi như New Zealand, Tasmania và một phần của bờ biển phía đông Bắc Mỹ.
Vào thế kỷ 18, đế quốc thực dân Hà Lan bắt đầu suy tàn do Chiến tranh Anh-Hà Lan lần thứ tư 1780-1784, trong đó Hà Lan mất một số tài sản thuộc địa và độc quyền thương mại cho Đế quốc Anh. Tuy nhiên, các phần chính của đế chế vẫn tồn tại cho đến khi xuất hiện sự phân rã toàn cầu sau Thế chiến II (1939 - 1945), cụ thể là Đông Ấn (Indonesia) và Dutch Guiana (Surinam). Ba lãnh thổ thuộc địa cũ ở các đảo Tây Ấn xung quanh Biển Caribê, Argentina, Curaçao và Sint Maarten, vẫn là các quốc gia cấu thành đại diện trong Vương quốc Hà Lan.

## Nguồn gốc (1543 - 1602)

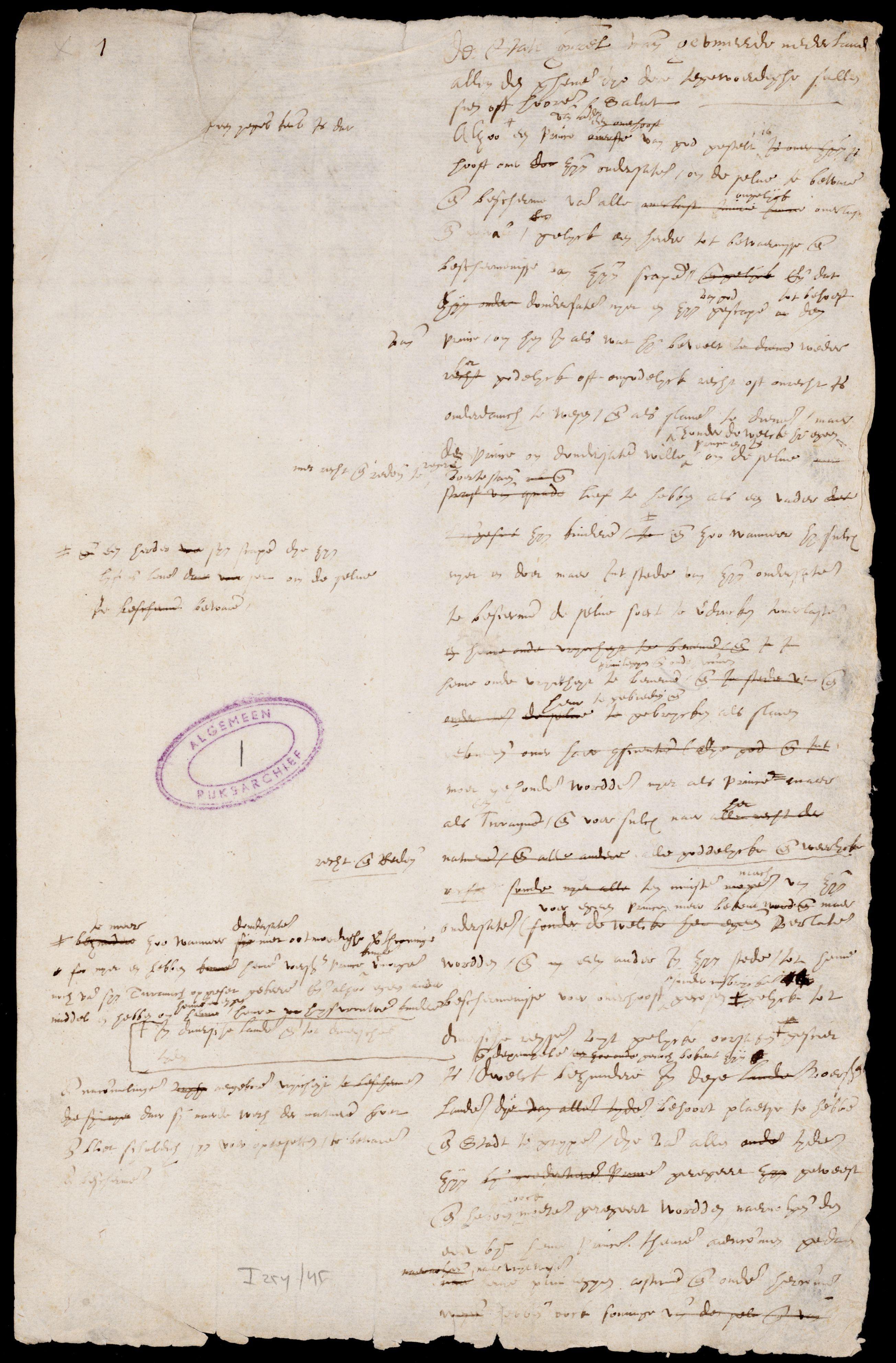
Tuyên bố độc lập chính thức của các tỉnh Hà Lan từ vua Tây Ban Nha, Philip II

## Xung đột giữa Philip II và Hà Lan

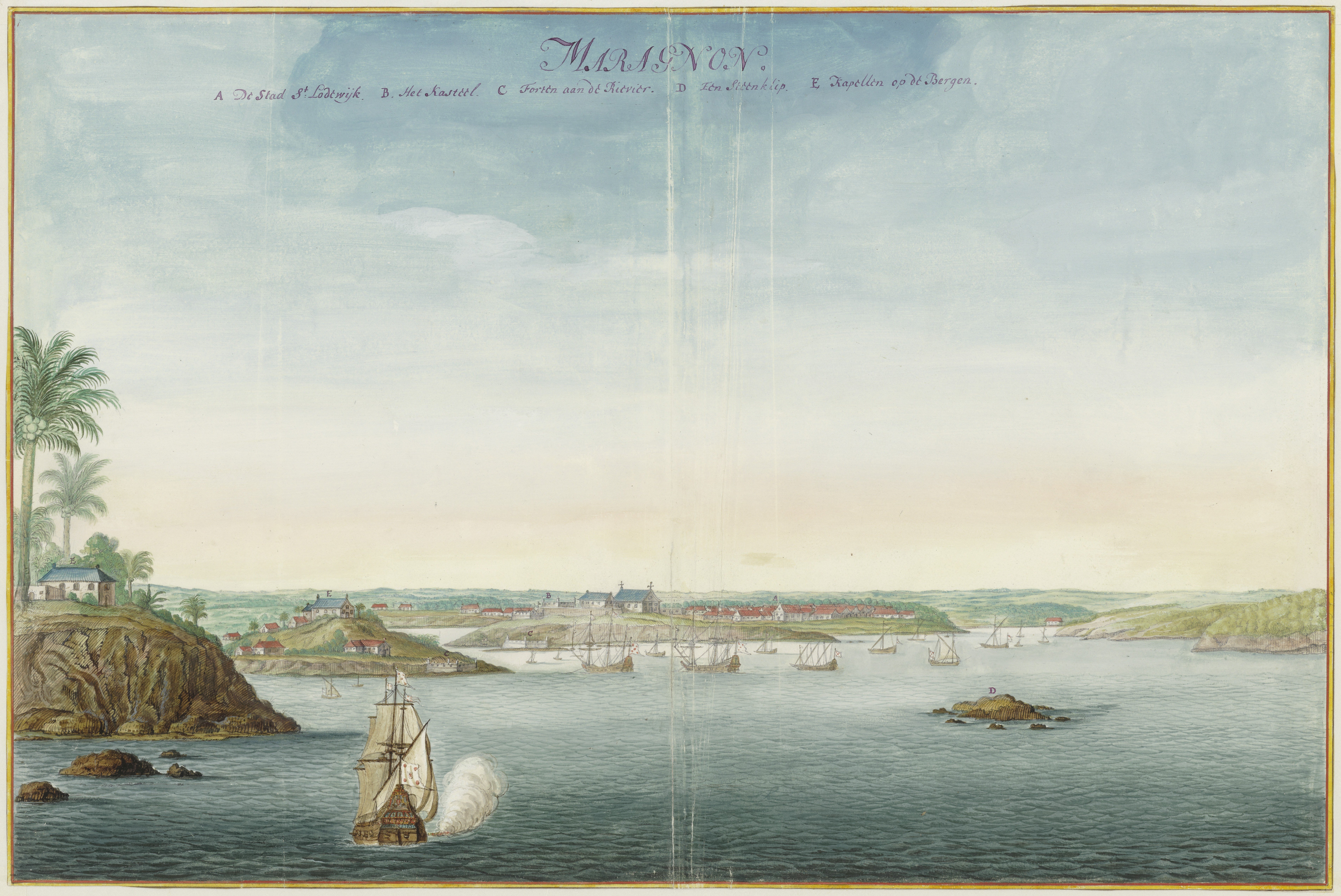
São Luís, Maranhão, Brazil Hà Lan

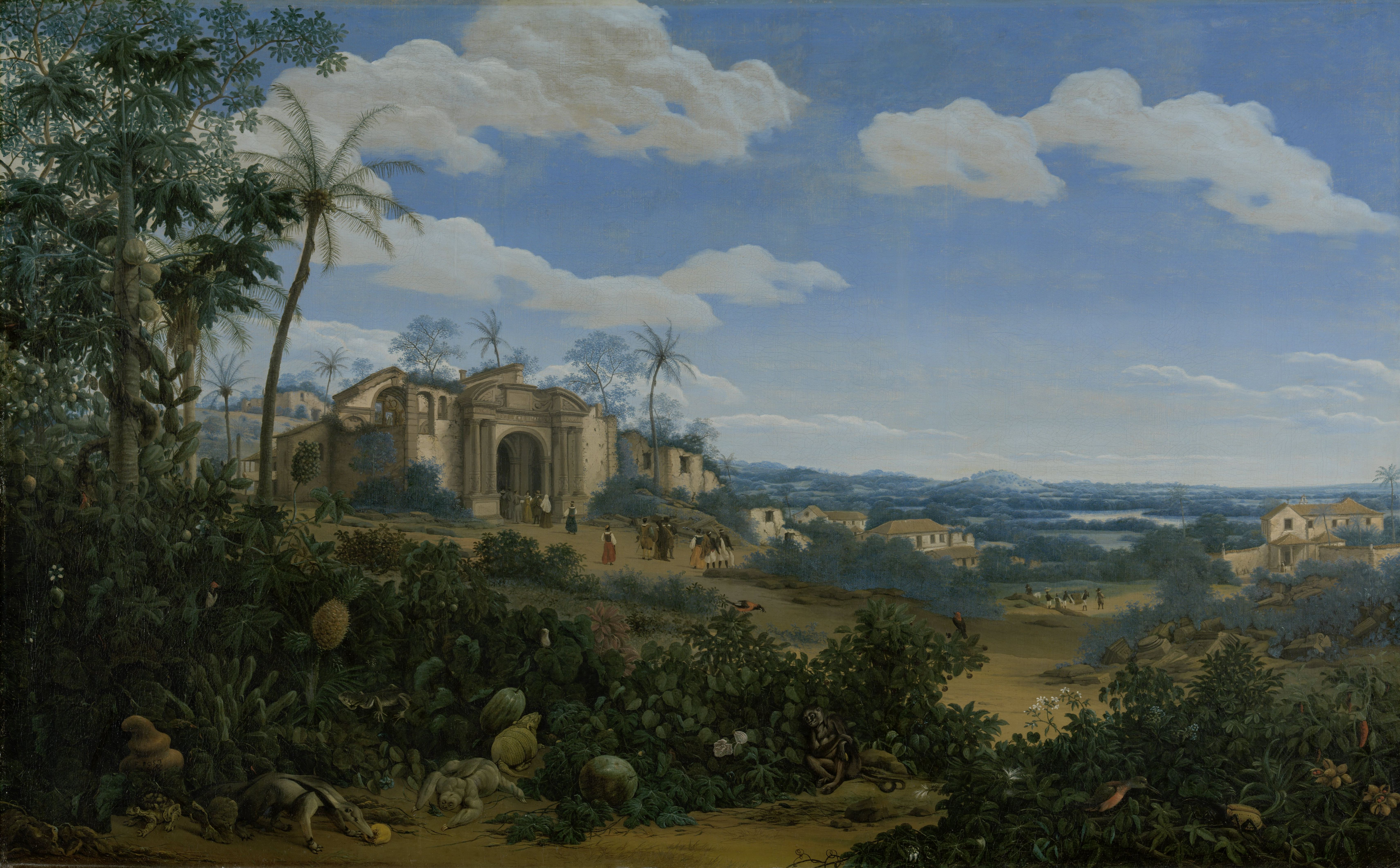
Olinda, Pernambuco, Brazil Hà Lan

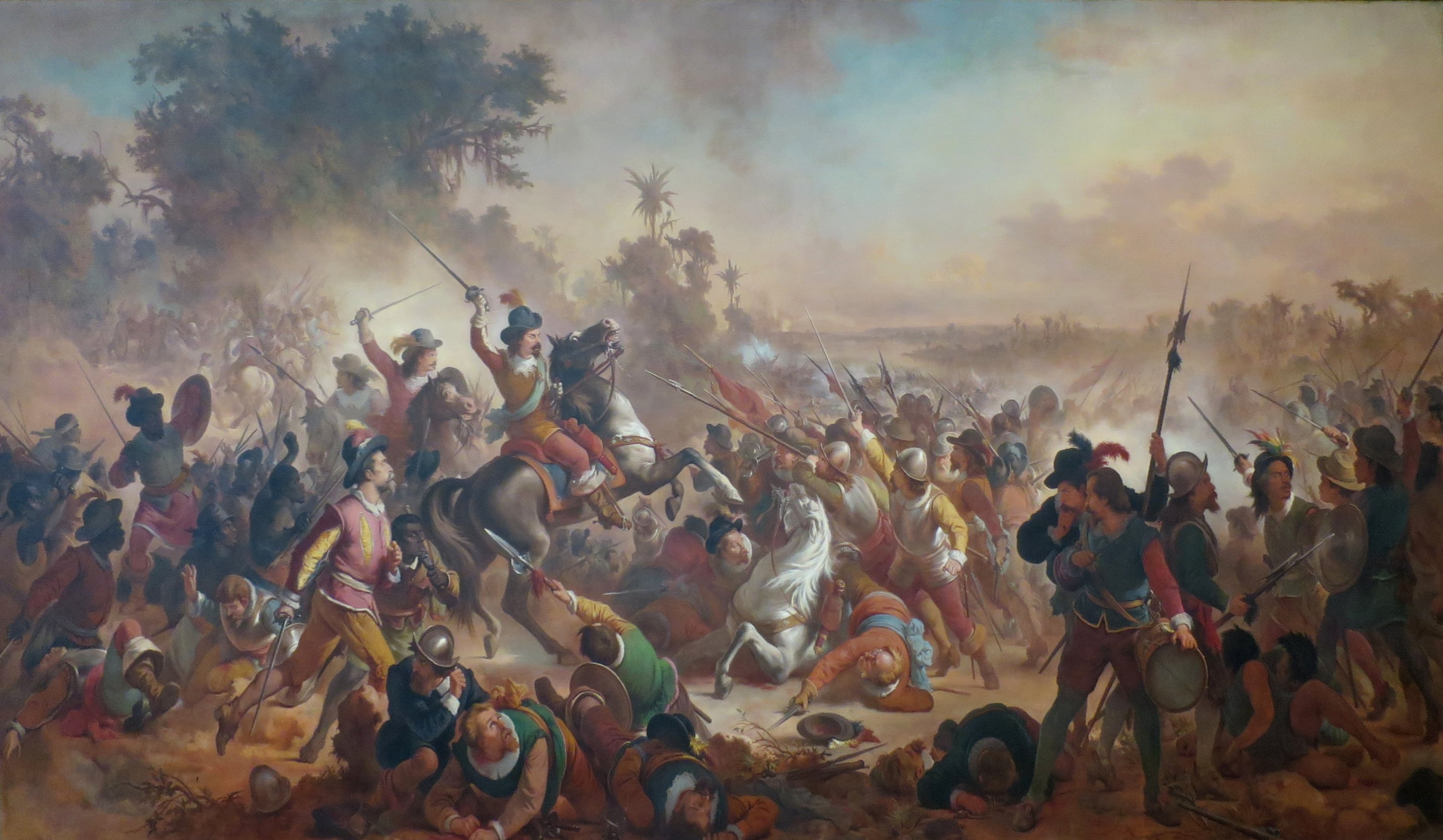
Chiến thắng của Bồ Đào Nha tại Trận Guararapes, chấm dứt sự hiện diện của Hà Lan ở Brazil.

### Châu Á

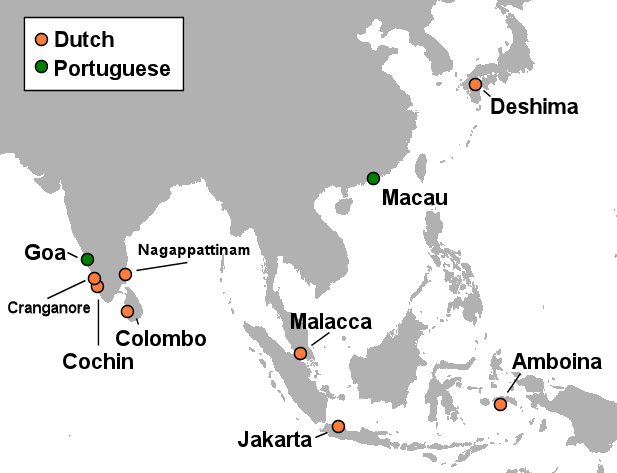
Các khu định cư chính của Hà Lan và Bồ Đào Nha ở châu Á, c. 1665. Ngoại trừ Jakarta và Deshima, tất cả đã bị Công ty Đông Ấn Hà Lan chiếm từ Bồ Đào Nha.

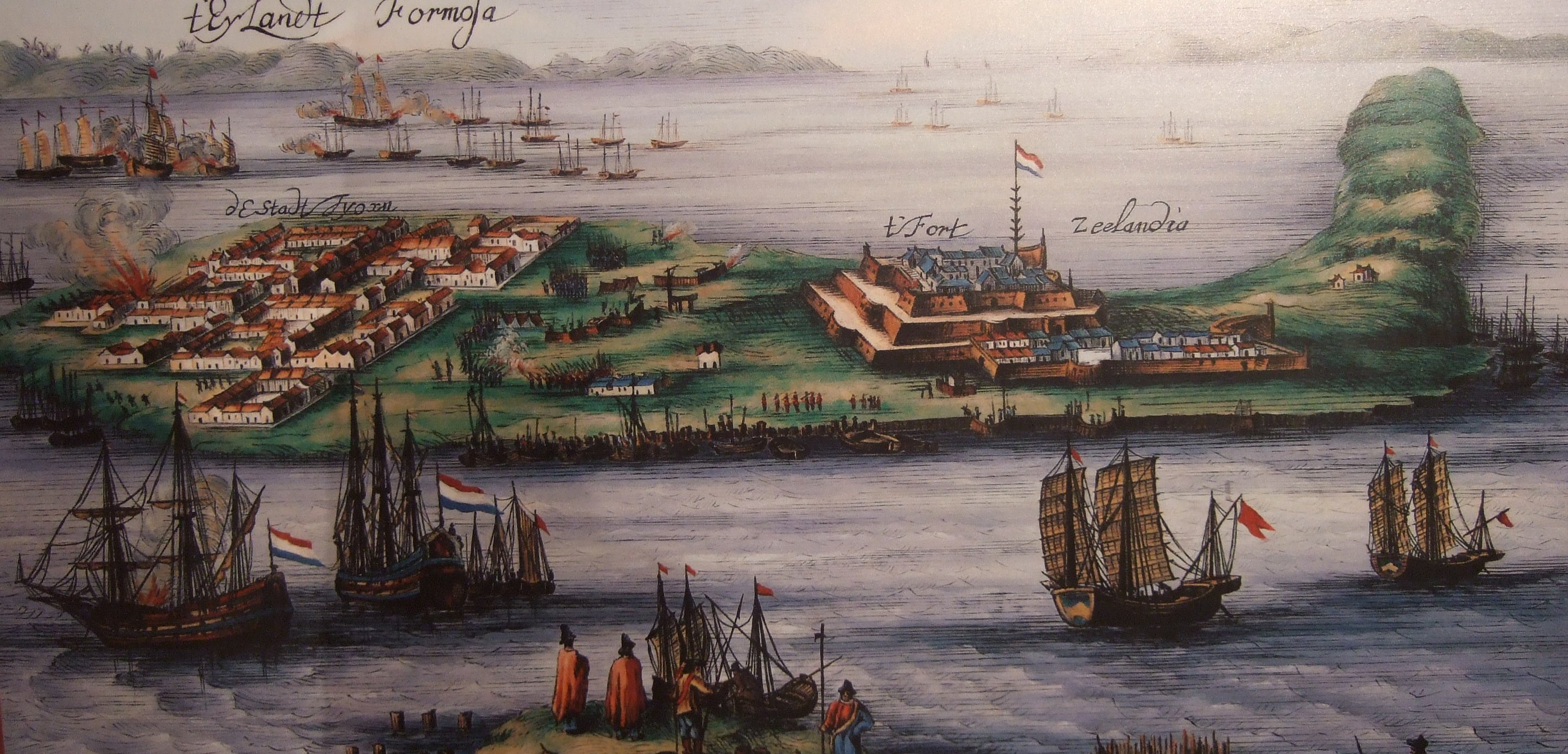
Tổng quan về Fort Zeelandia trên đảo Formosa, thế kỷ 17

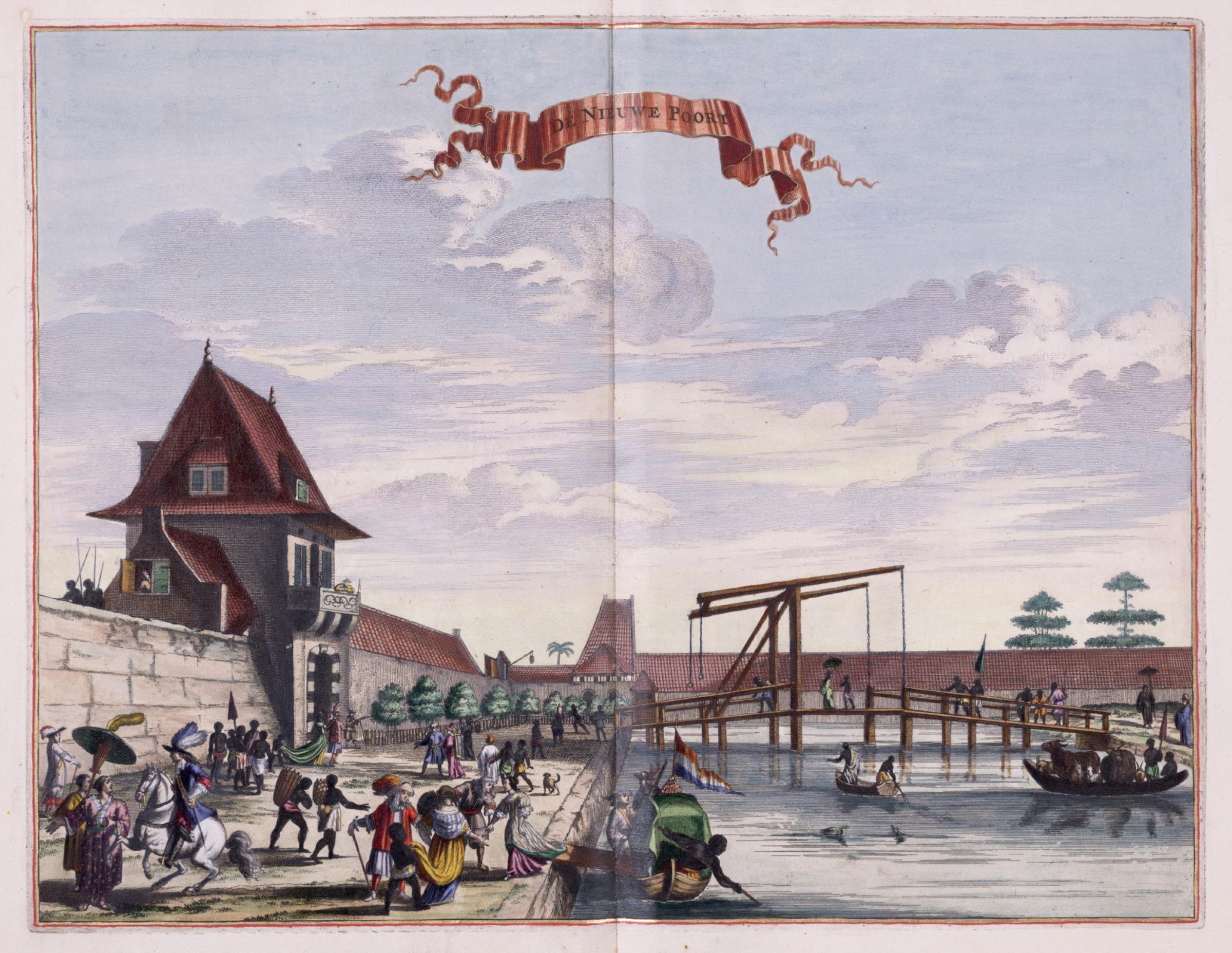
Batavia được xây dựng tại nơi hiện là Jakarta, 1682

### Châu Mỹ

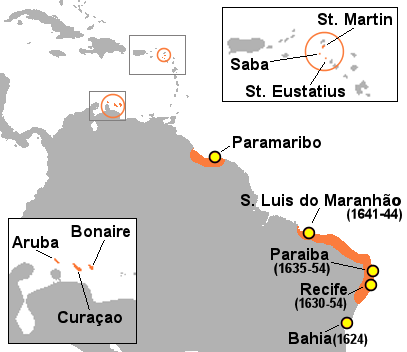
Các cuộc chinh phạt của Hà Lan ở Tây Ấn và Brasil.

Cờ của Brazil Hà Lan.

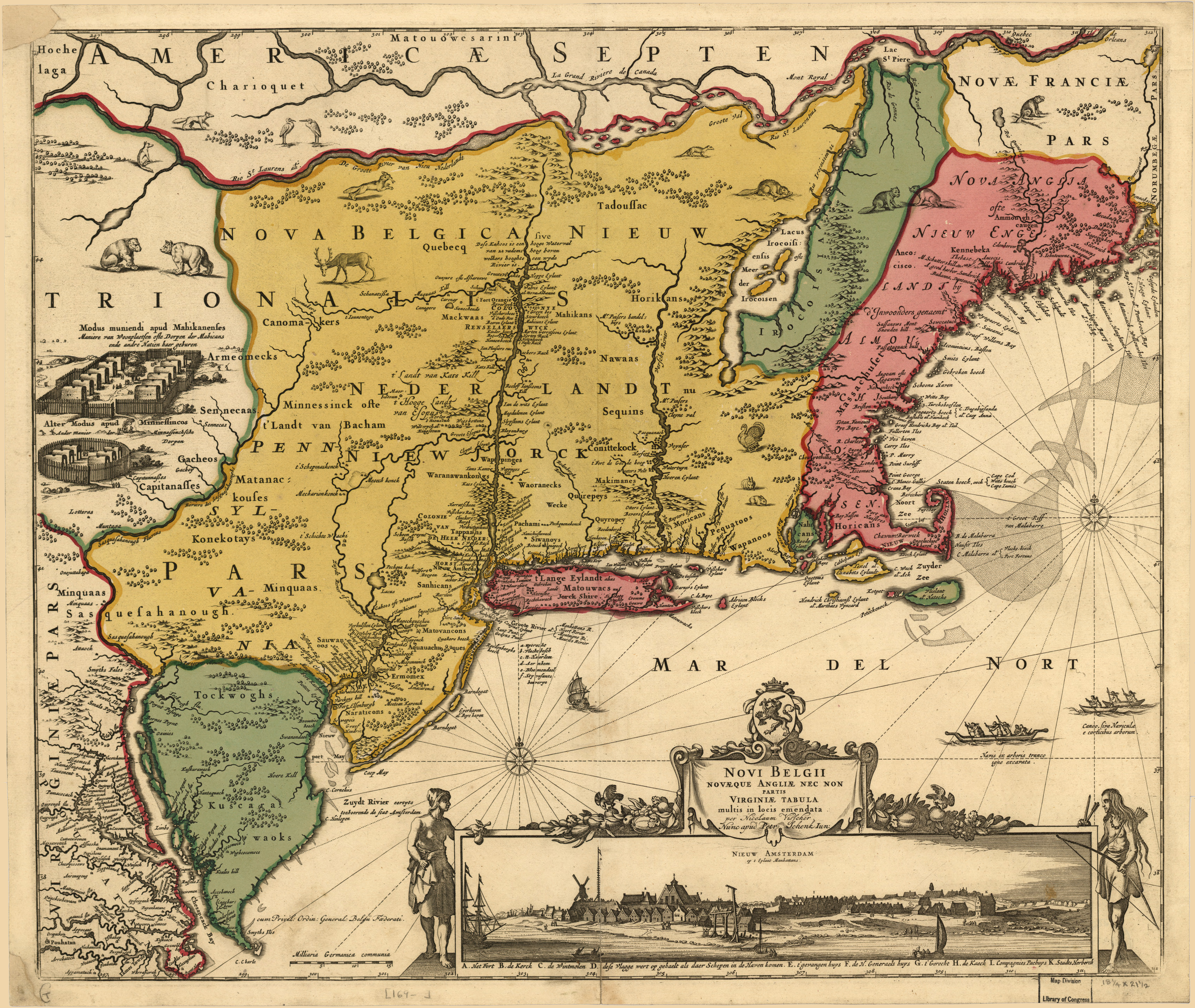
In lại bản đồ năm 1650 của New Netherland.

### Nam Phi

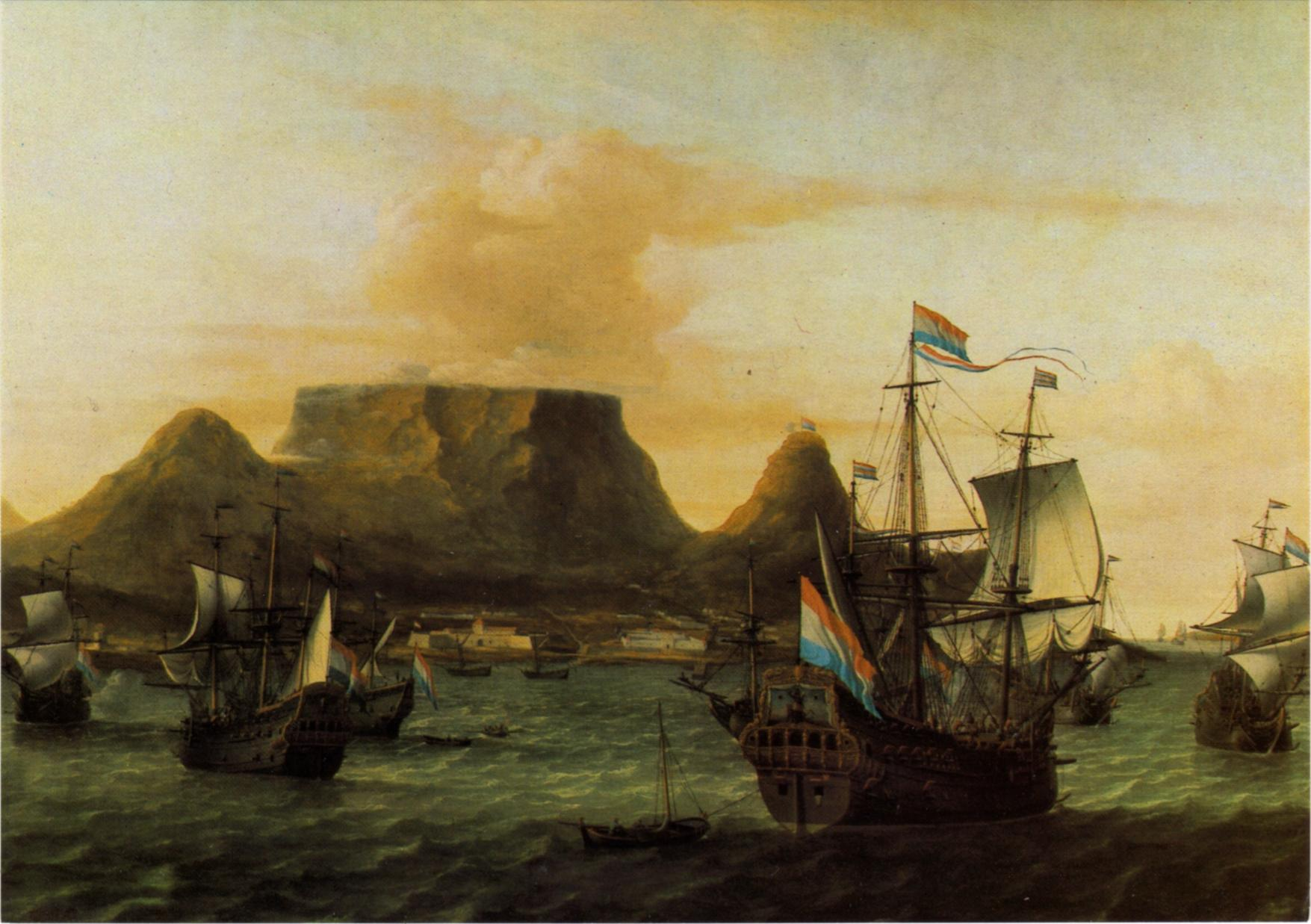
Quang cảnh Vịnh cái bàn với các tàu của Công ty Đông Ấn Hà Lan, c. 1683.

## Thời đại Napoleon (1795-1815)

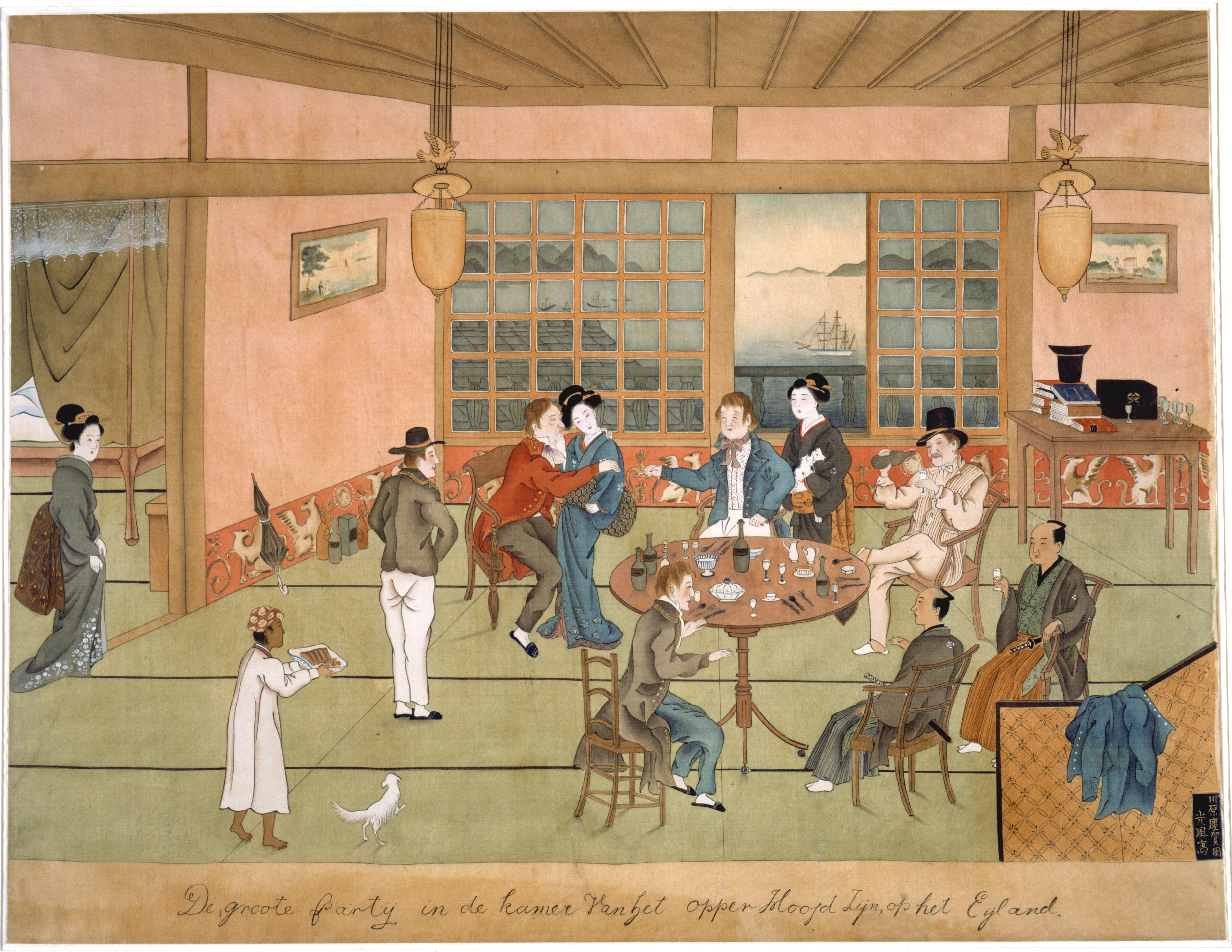
Thương điếm Dejima tại Nhật Bản, c. 1805

## Thời kỳ hậu Napoleon (1815-1945)

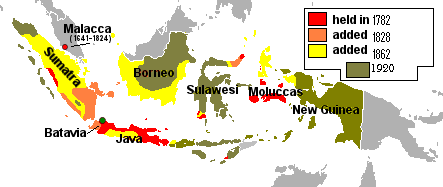
Sự phát triển của Đông Ấn Hà Lan.

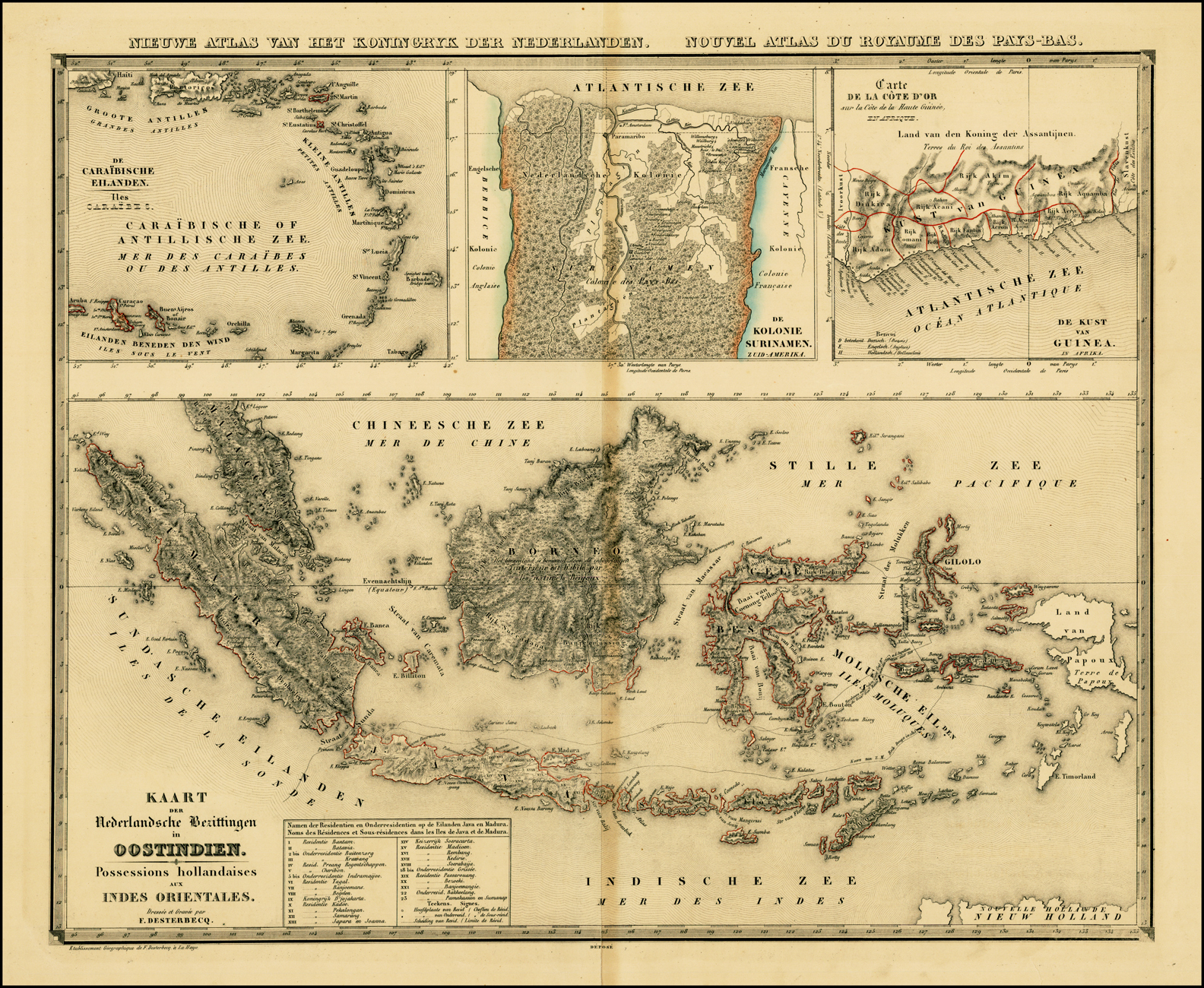
Bản đồ các tài sản thuộc địa của Hà Lan vào khoảng năm 1840. Bao gồm Đông Ấn Hà Lan, Curaçao và các đảo phụ cận, Suriname và Bờ biển vàng Hà Lan

Logo của VOC

### Indonesia

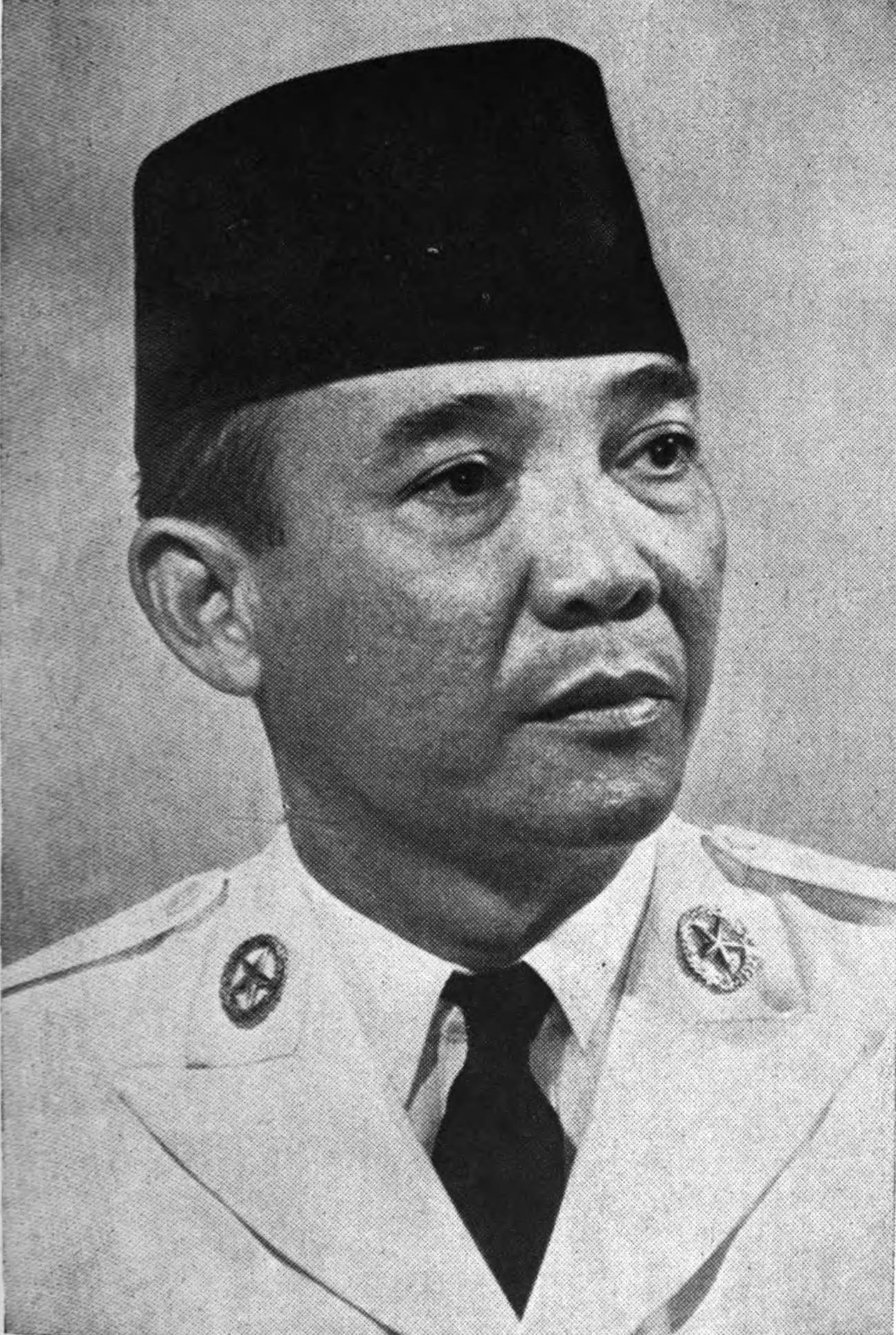
Sukarno, lãnh đạo cuộc đấu tranh giành độc lập của Indonesia

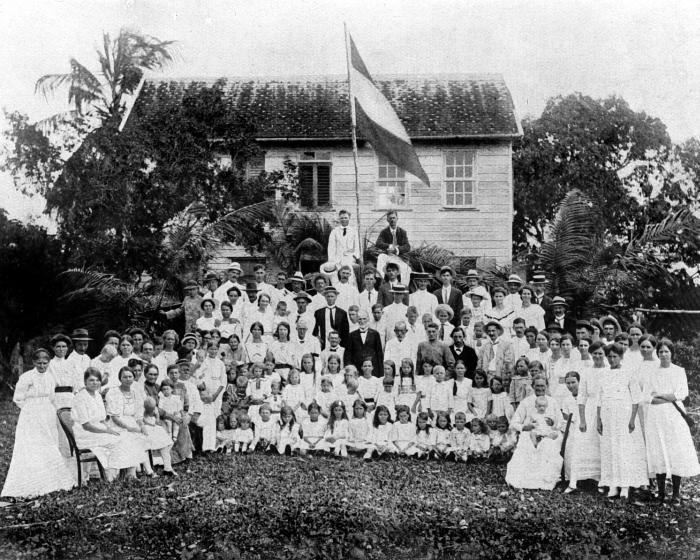
Thực dân Hà Lan ở Suriname, 1920. Hầu hết người châu Âu rời đi sau khi giành độc lập năm 1975.

## Di sản

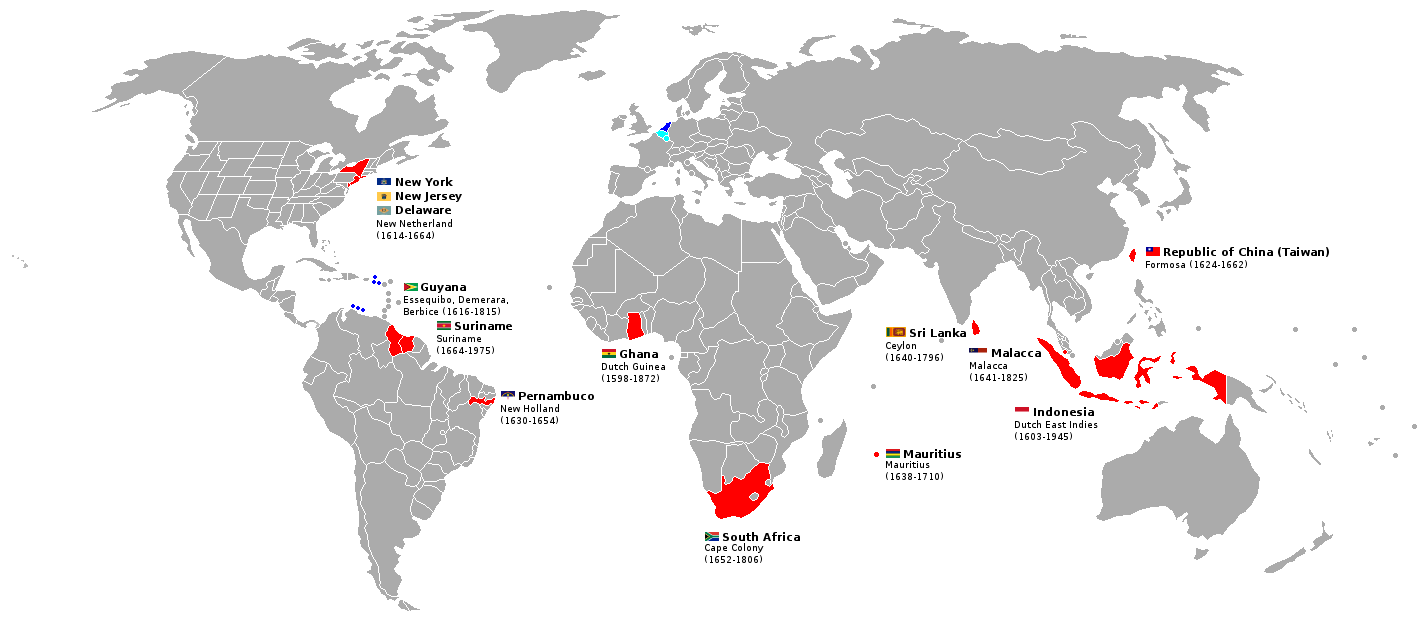
Các nước đương đại và các quốc gia liên bang đã bị Hà Lan chiếm đóng đáng kể. Ở Hà Lan, các quốc gia này đôi khi được gọi là verwantschapslanden (các quốc gia anh em).

### Cộng đồng người Hà Lan

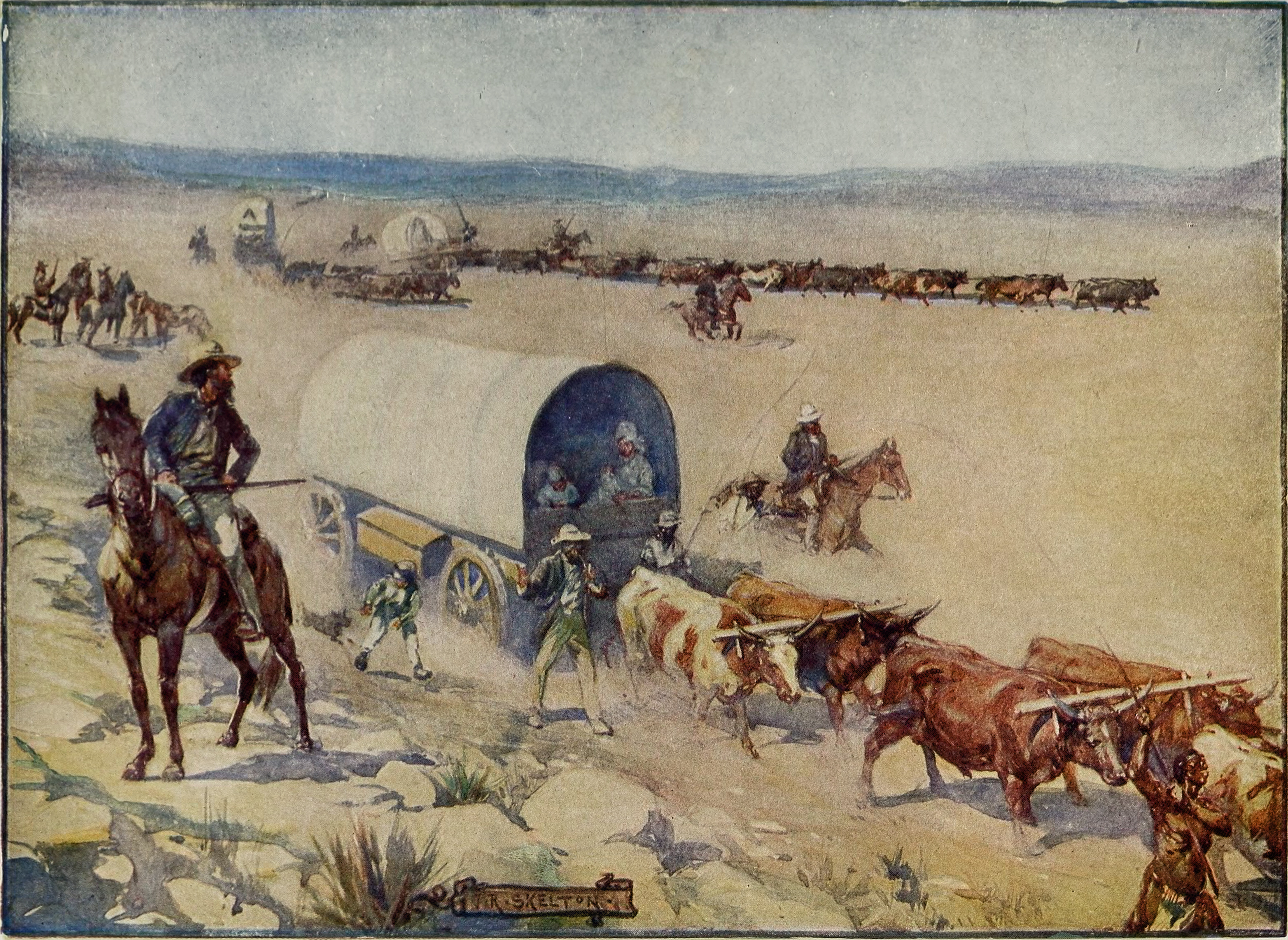
Boer Voortrekker ở Nam Phi

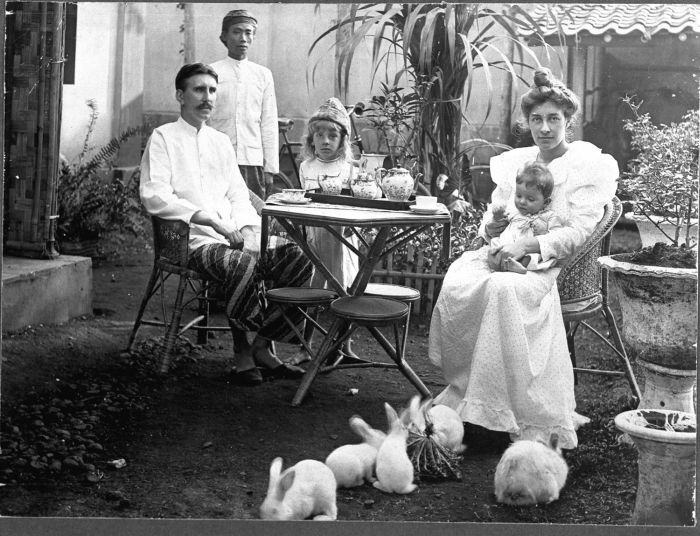
Gia đình người Hà Lan ở Java, 1902

### Tên địa danh

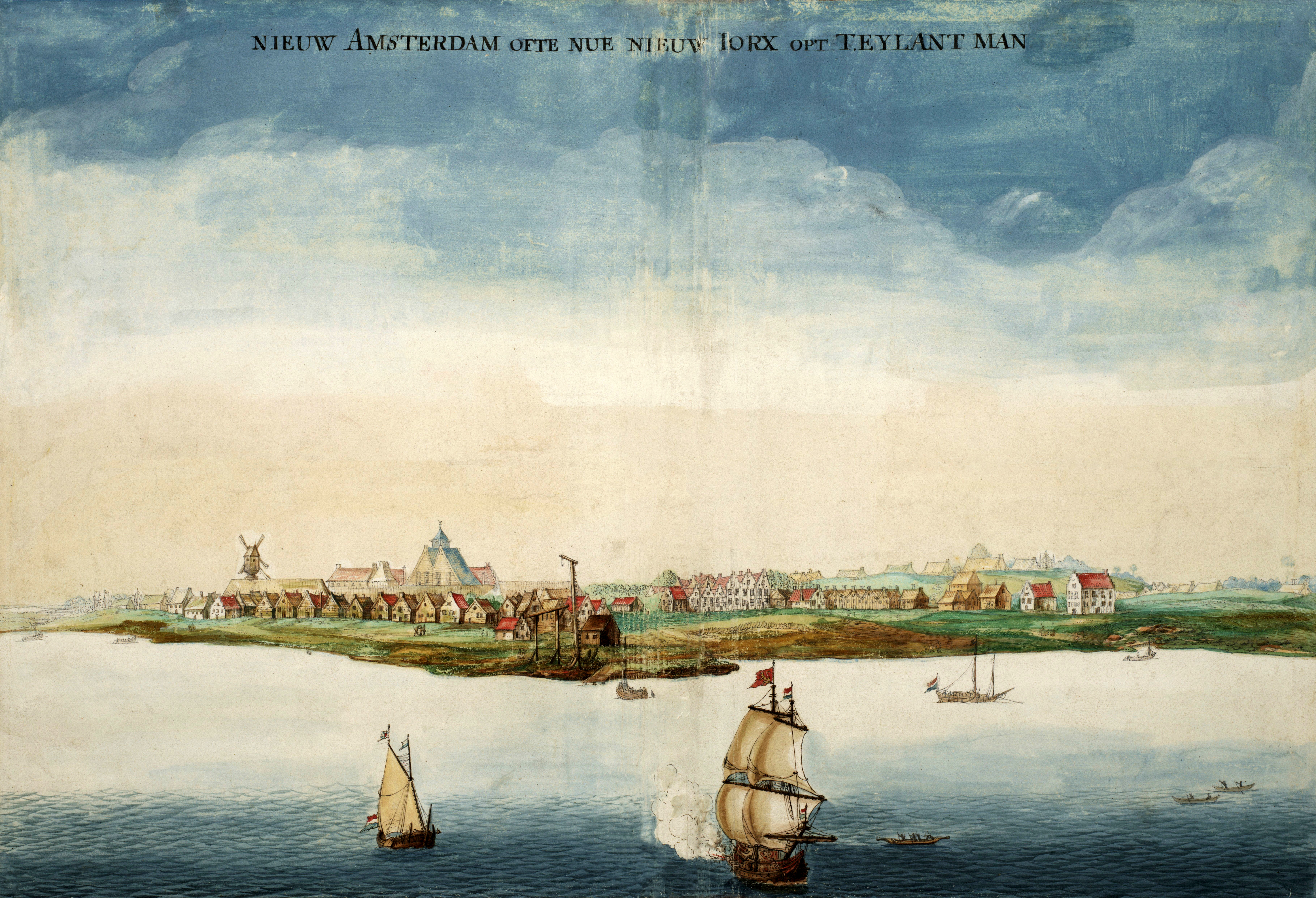
New Amsterdam khi nó xuất hiện vào năm 1664. Dưới sự cai trị của Anh, nó được gọi là New York.

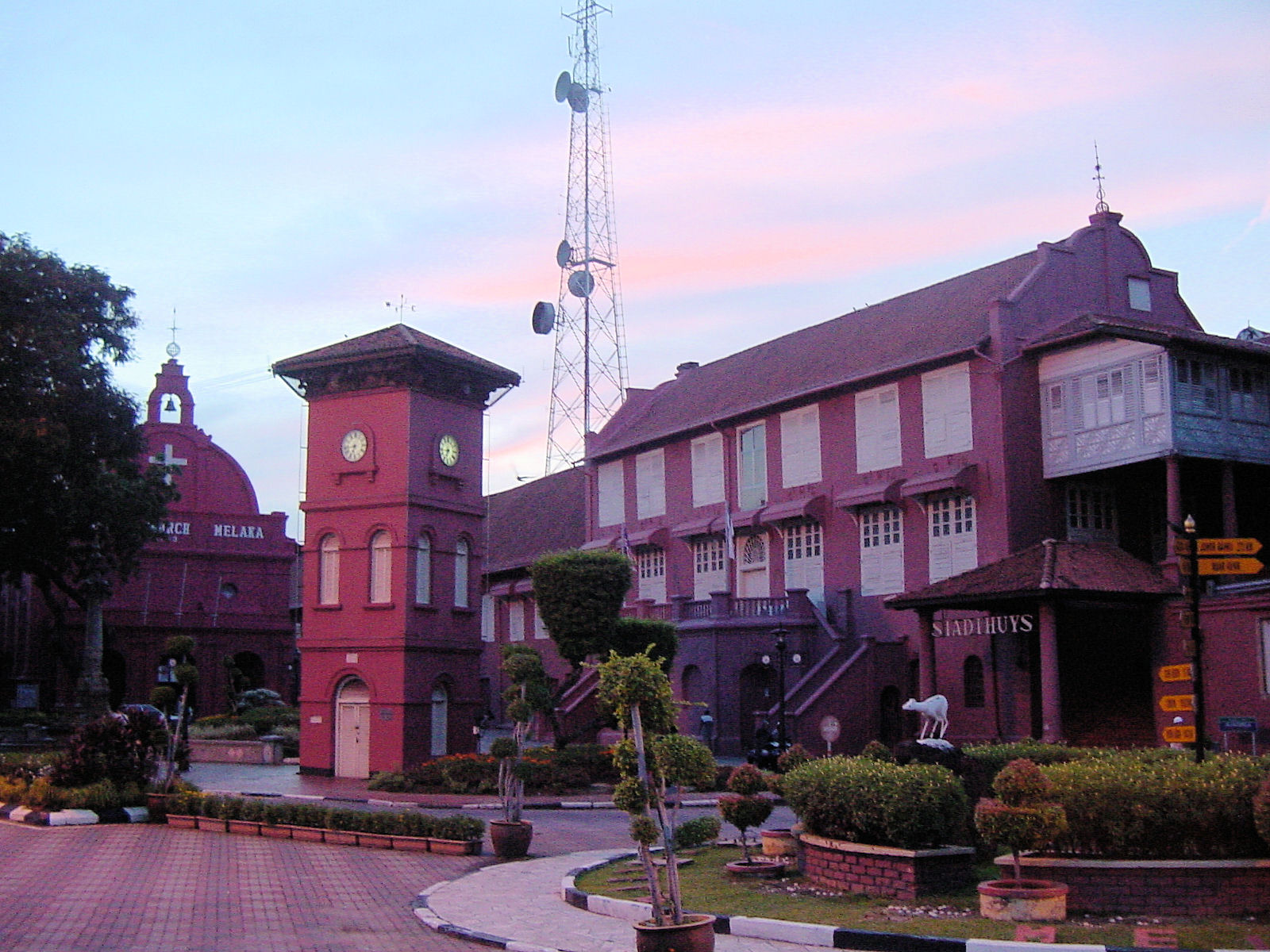
Stadthuys ở Malacca, Malaysia, được cho là tòa nhà Hà Lan lâu đời nhất ở châu Á.

### Kiến trúc

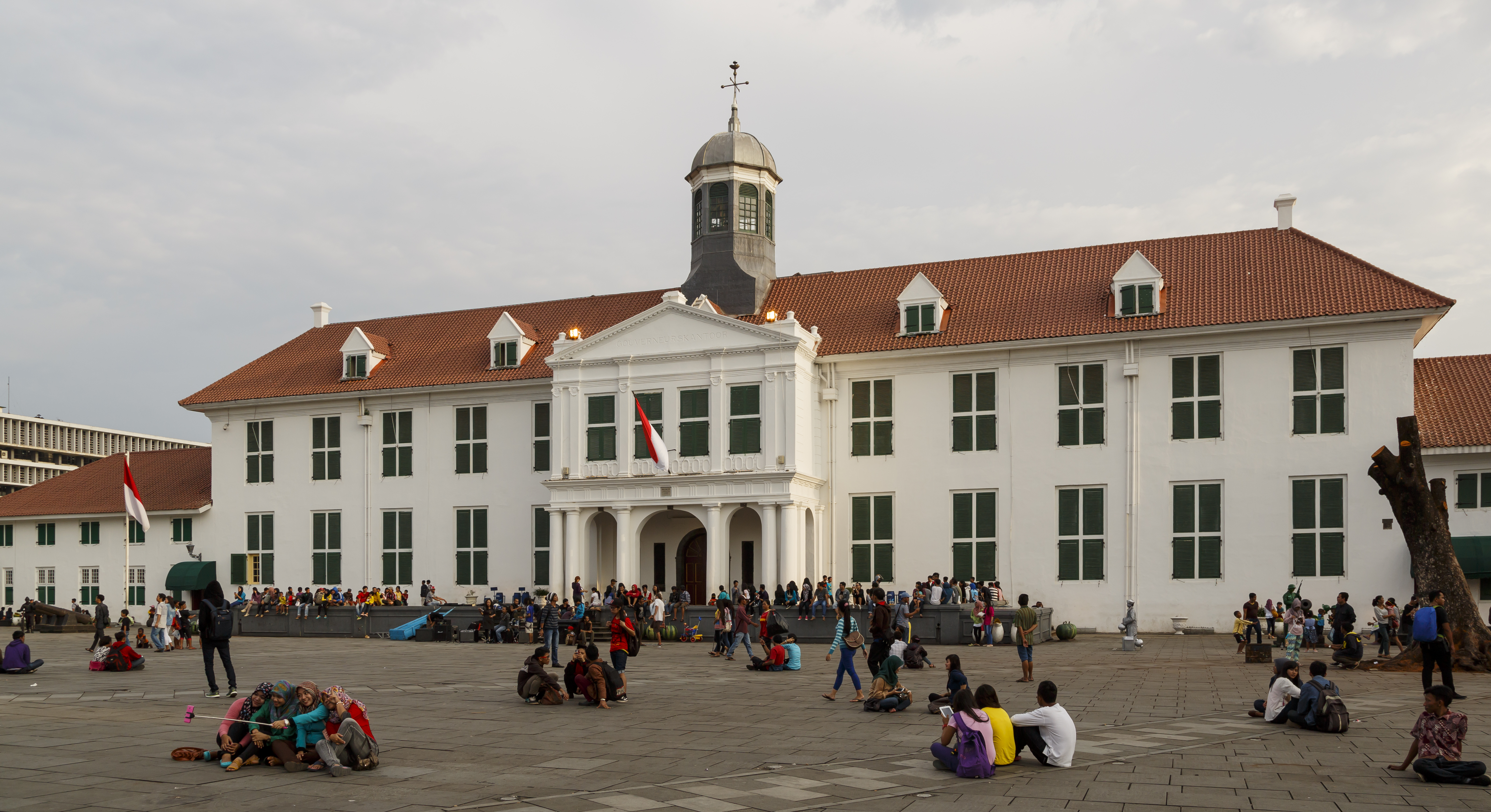
Stadhuis của Batavia, được cho là mô phỏng theo chính Cung điện Hoàng gia Amsterdam.

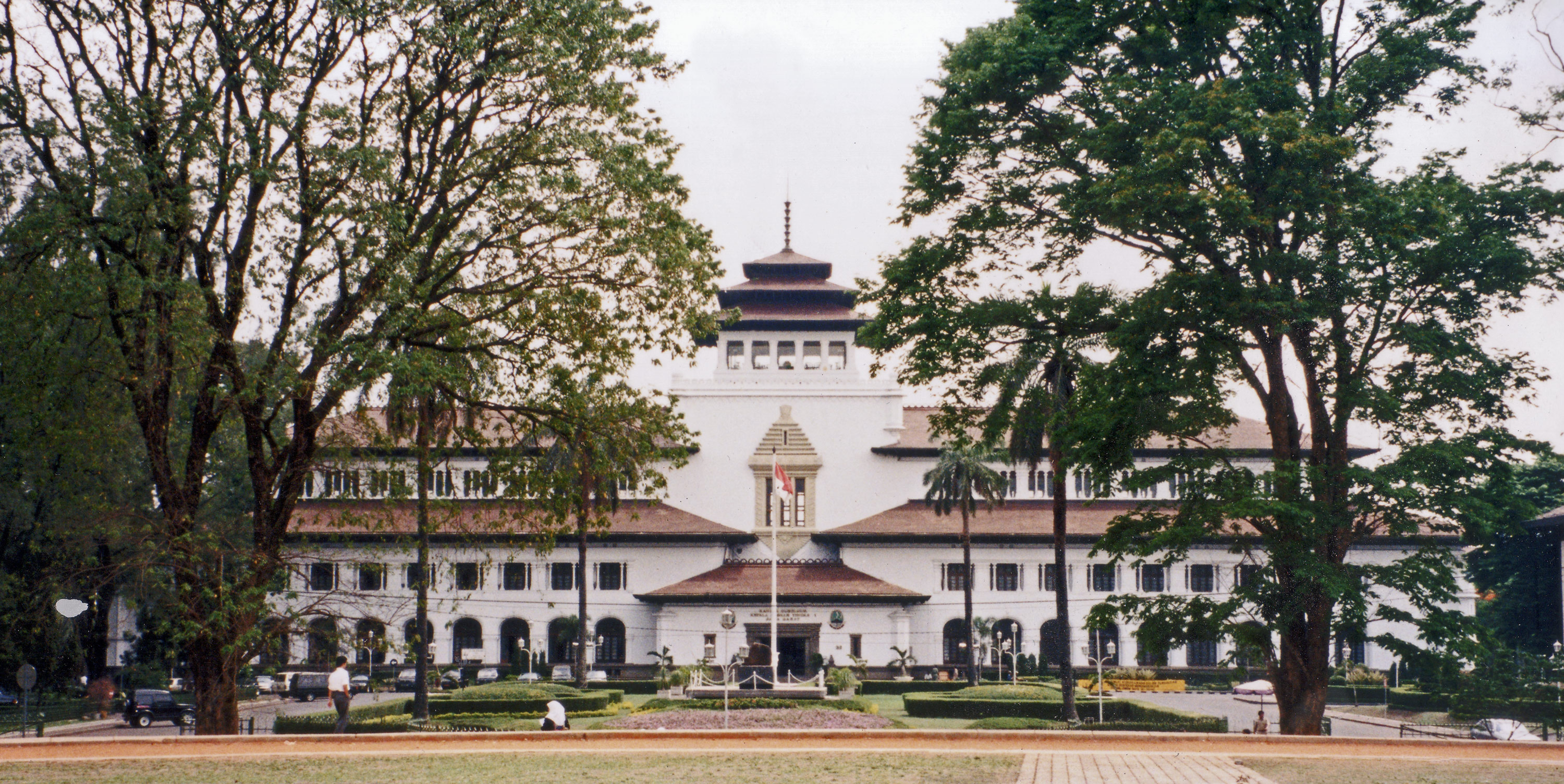
Gedung Sate, một tòa nhà thuộc địa đầu thế kỷ 20 kết hợp phong cách tân cổ điển phương Tây hiện đại với các yếu tố bản địa.

### Cơ sở hạ tầng

Đường Great Post (Grote Postweg), kéo dài từ Tây Java sang Đông Java.

### Nông nghiệp

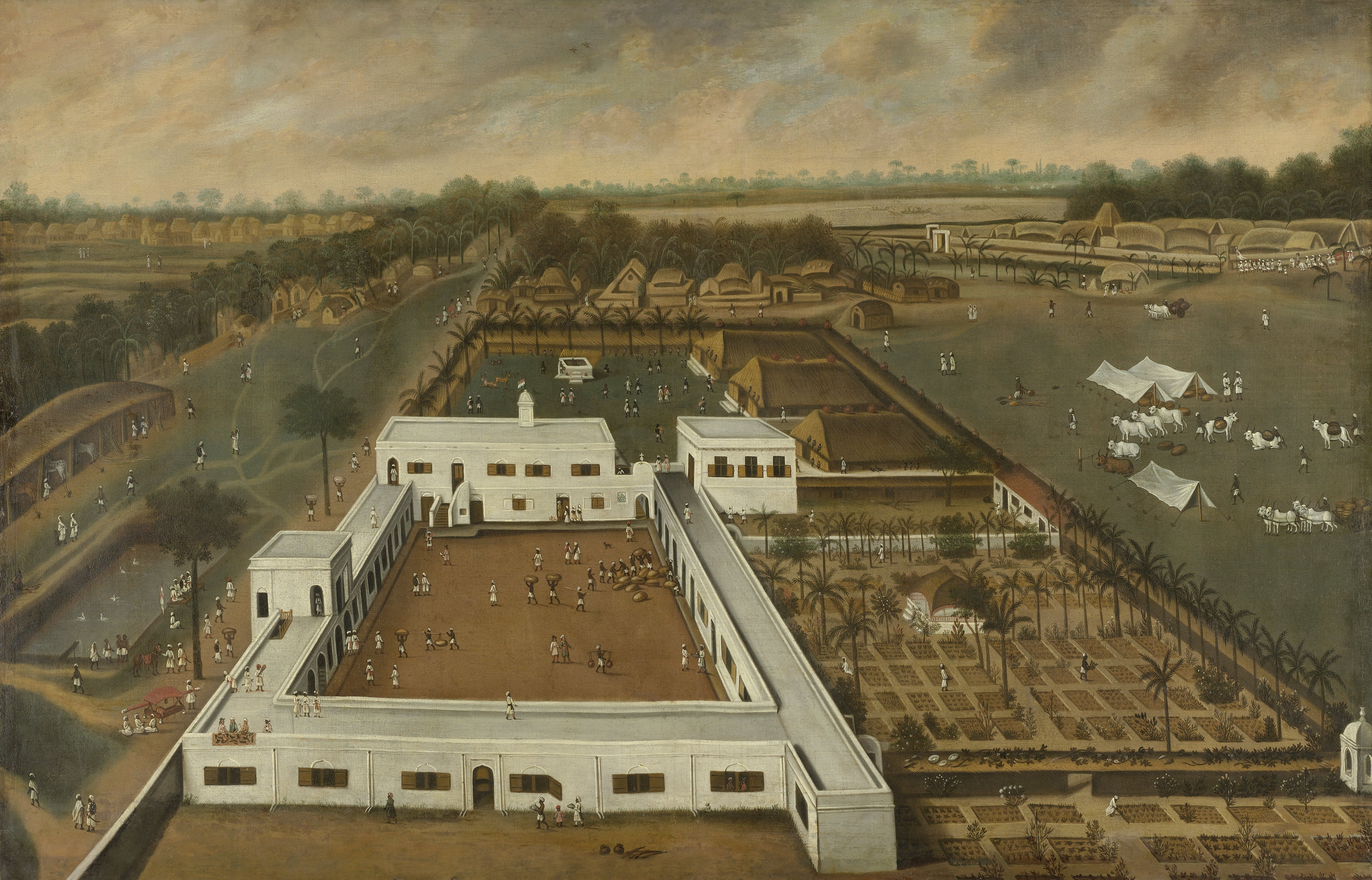
Đồn điền Hà Lan ở Bengal, 1665

## Tiến hóa lãnh thổ

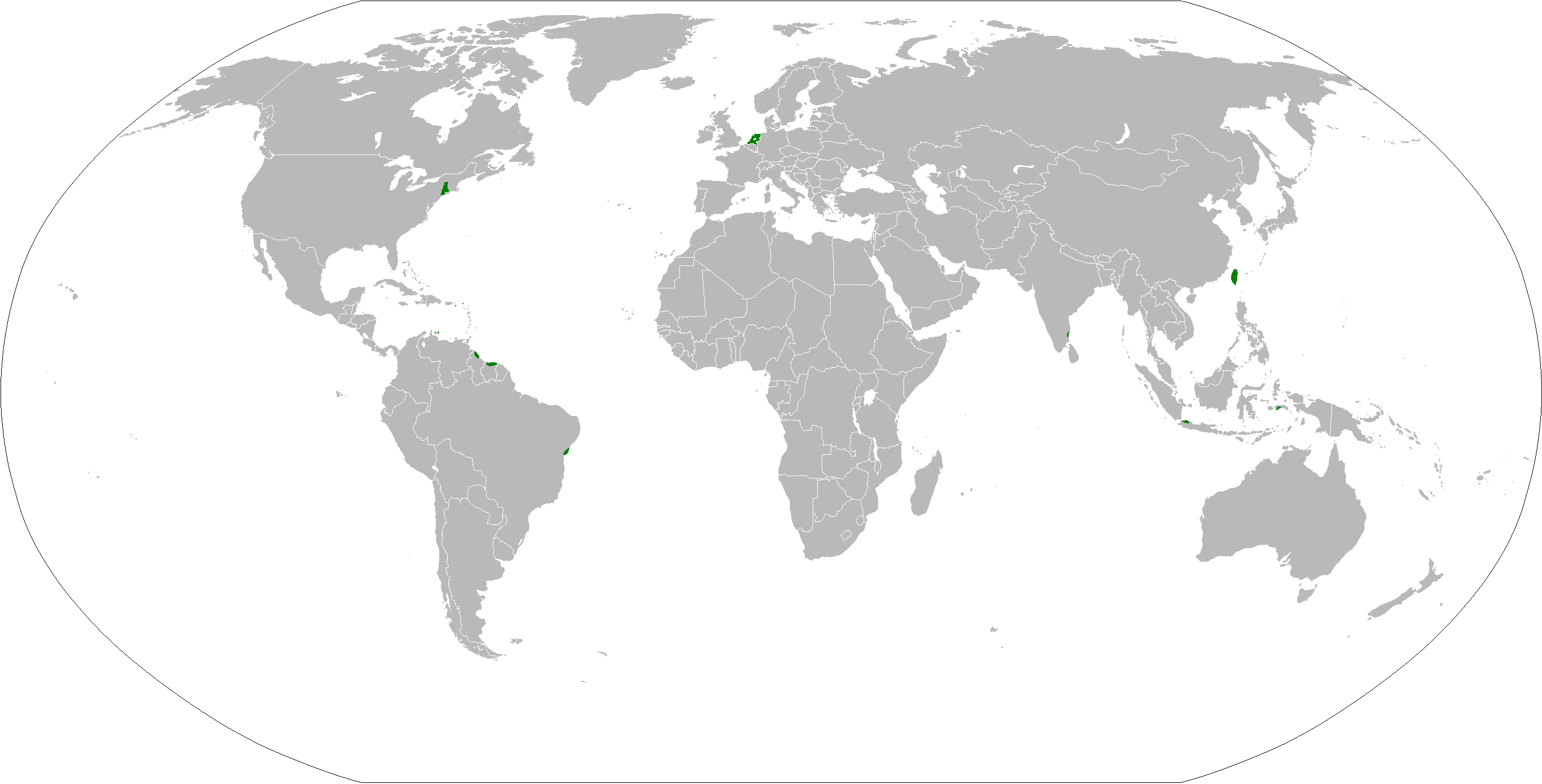
Đế quốc Hà Lan năm 1630
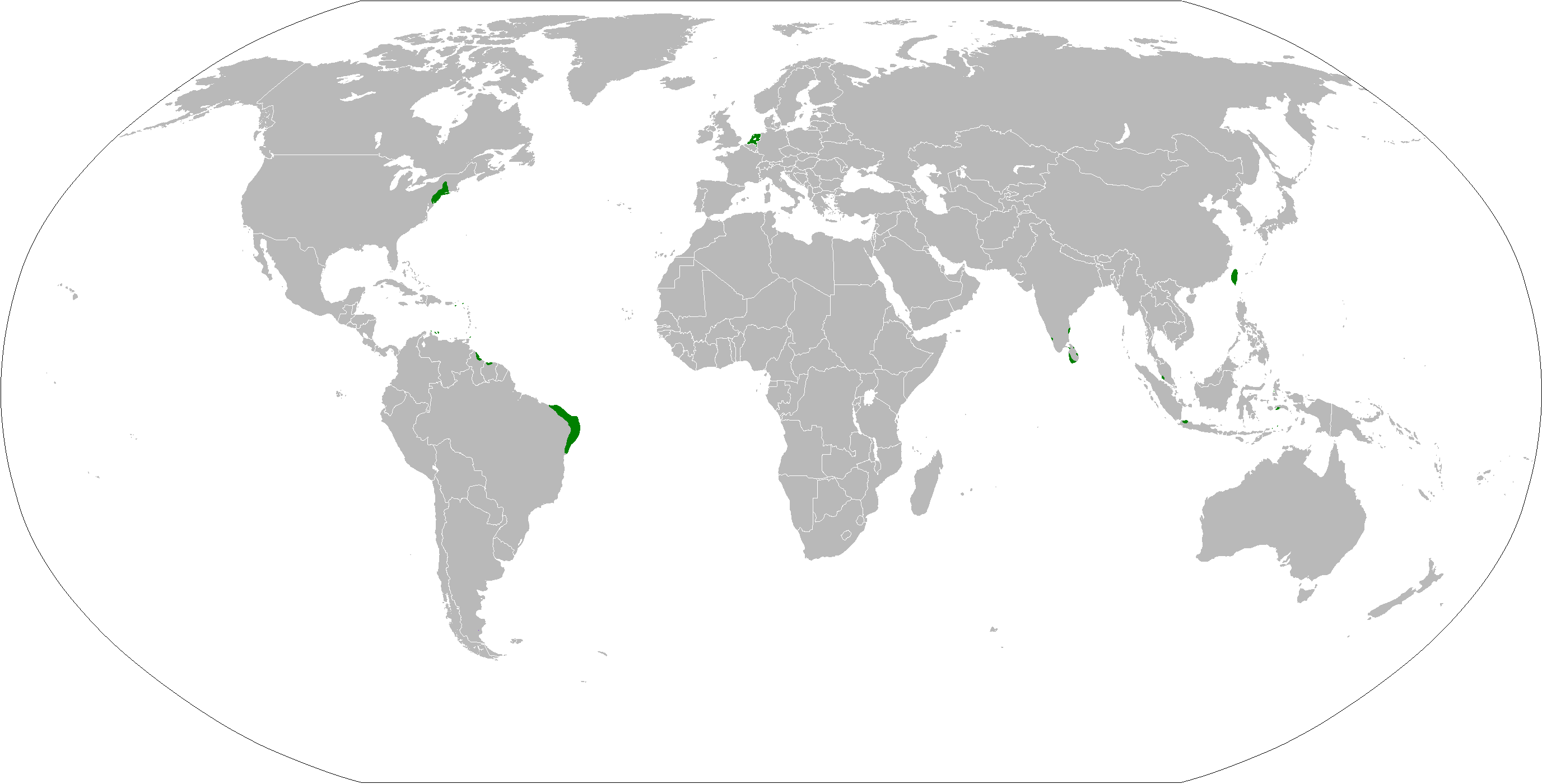
Đế quốc Hà Lan năm 1650
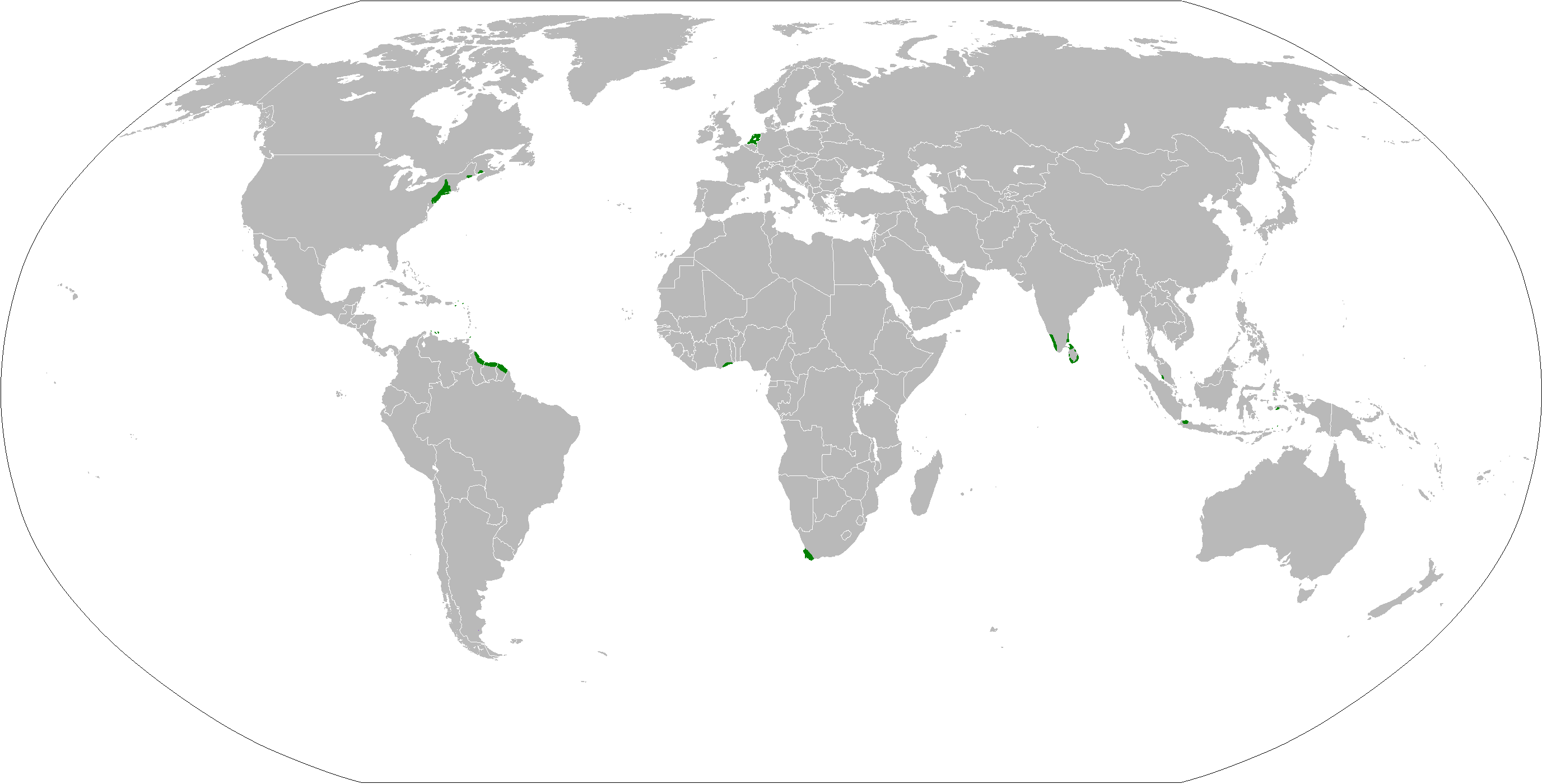
Đế quốc Hà Lan năm 1674
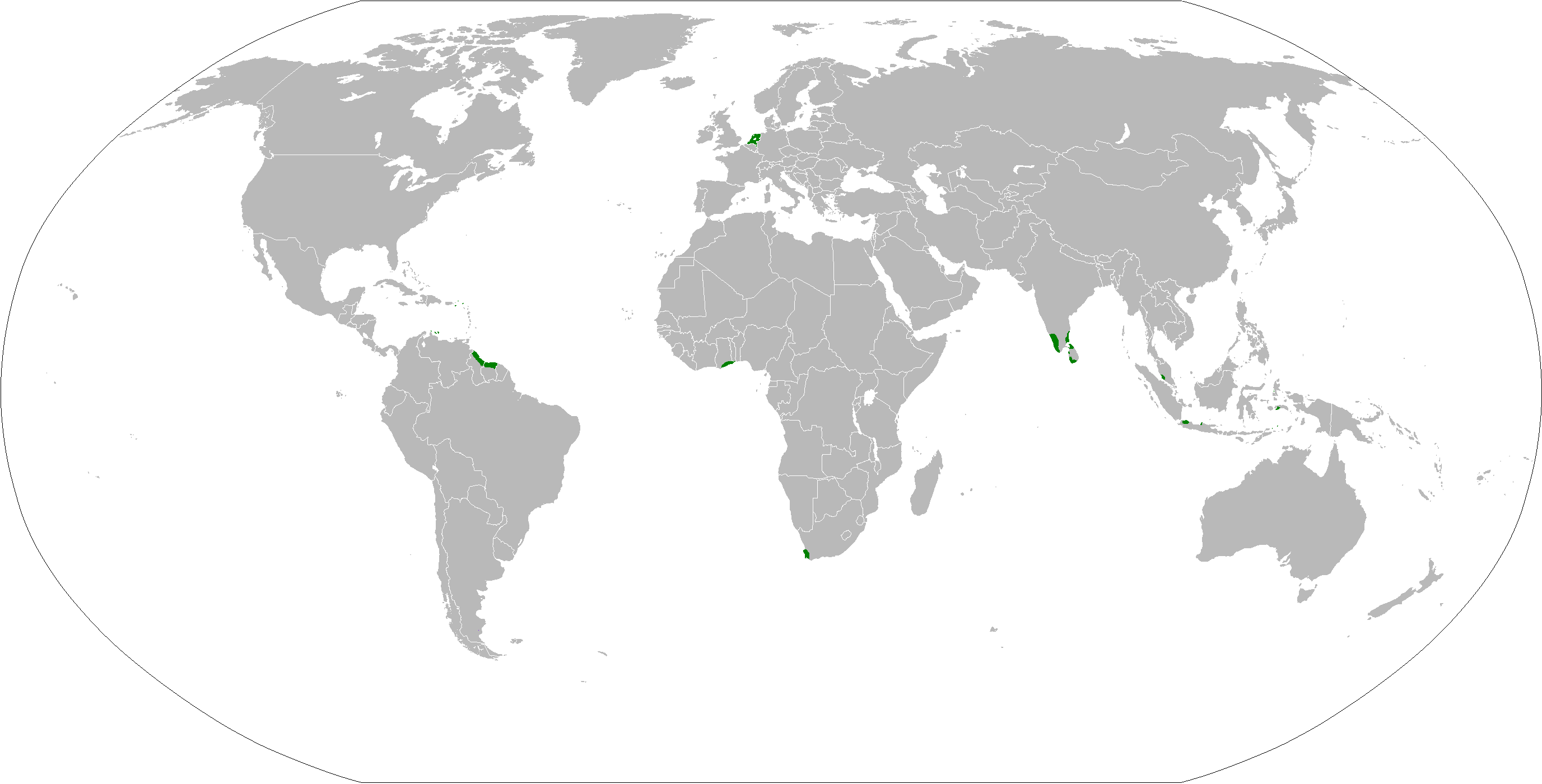
Đế quốc Hà Lan năm 1700
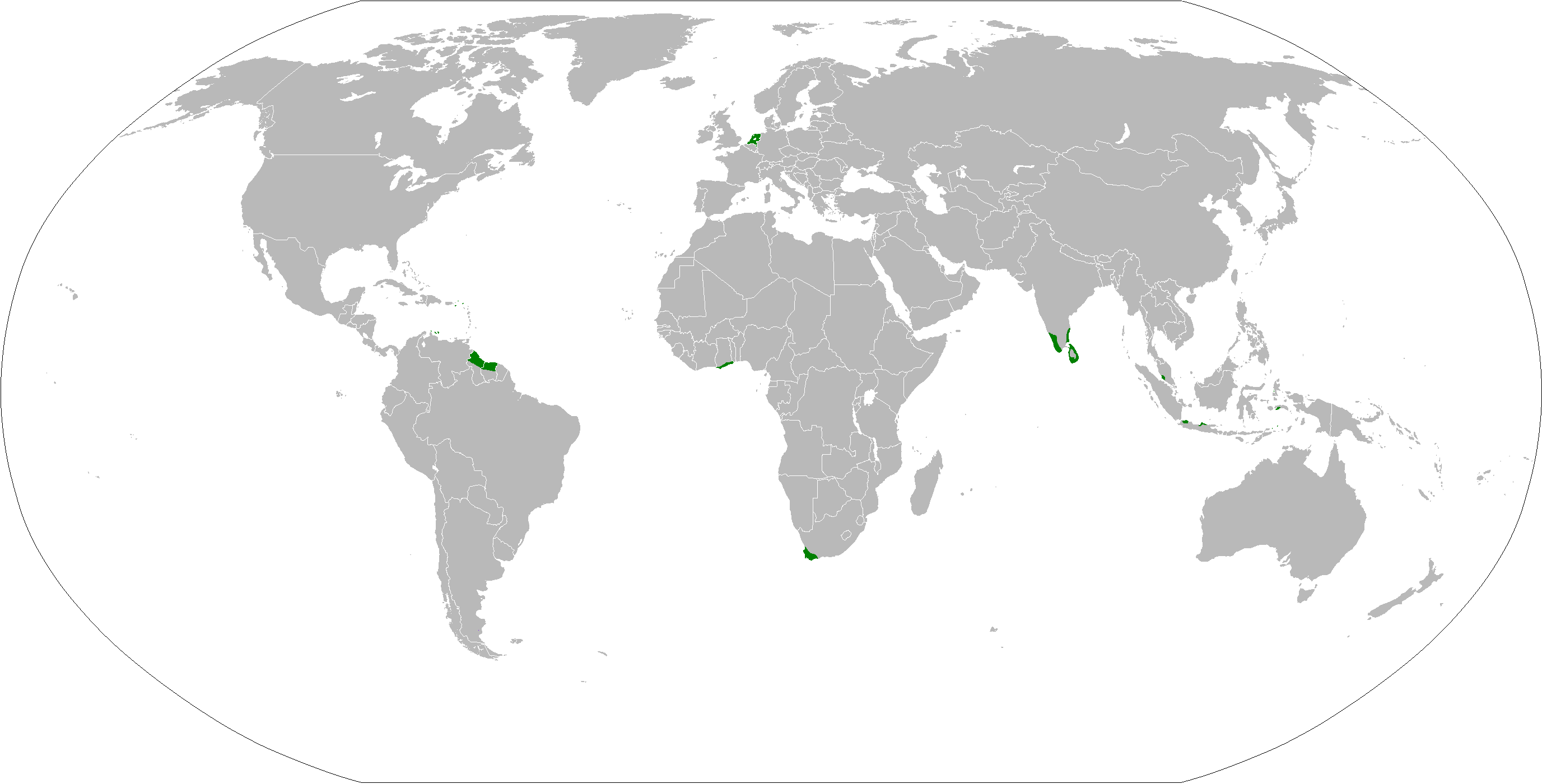
Đế quốc Hà Lan năm 1750
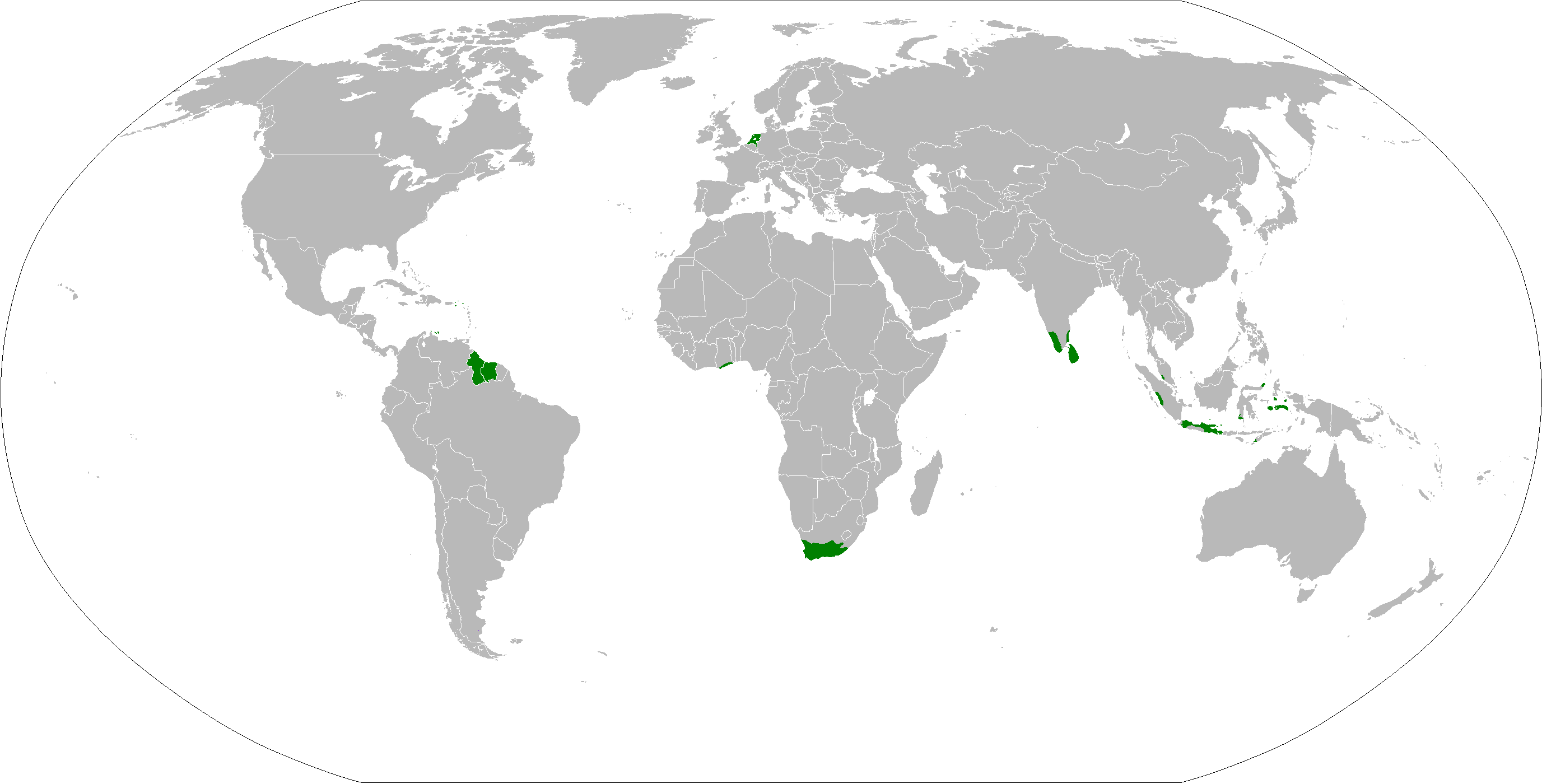
Đế quốc Hà Lan năm 1795
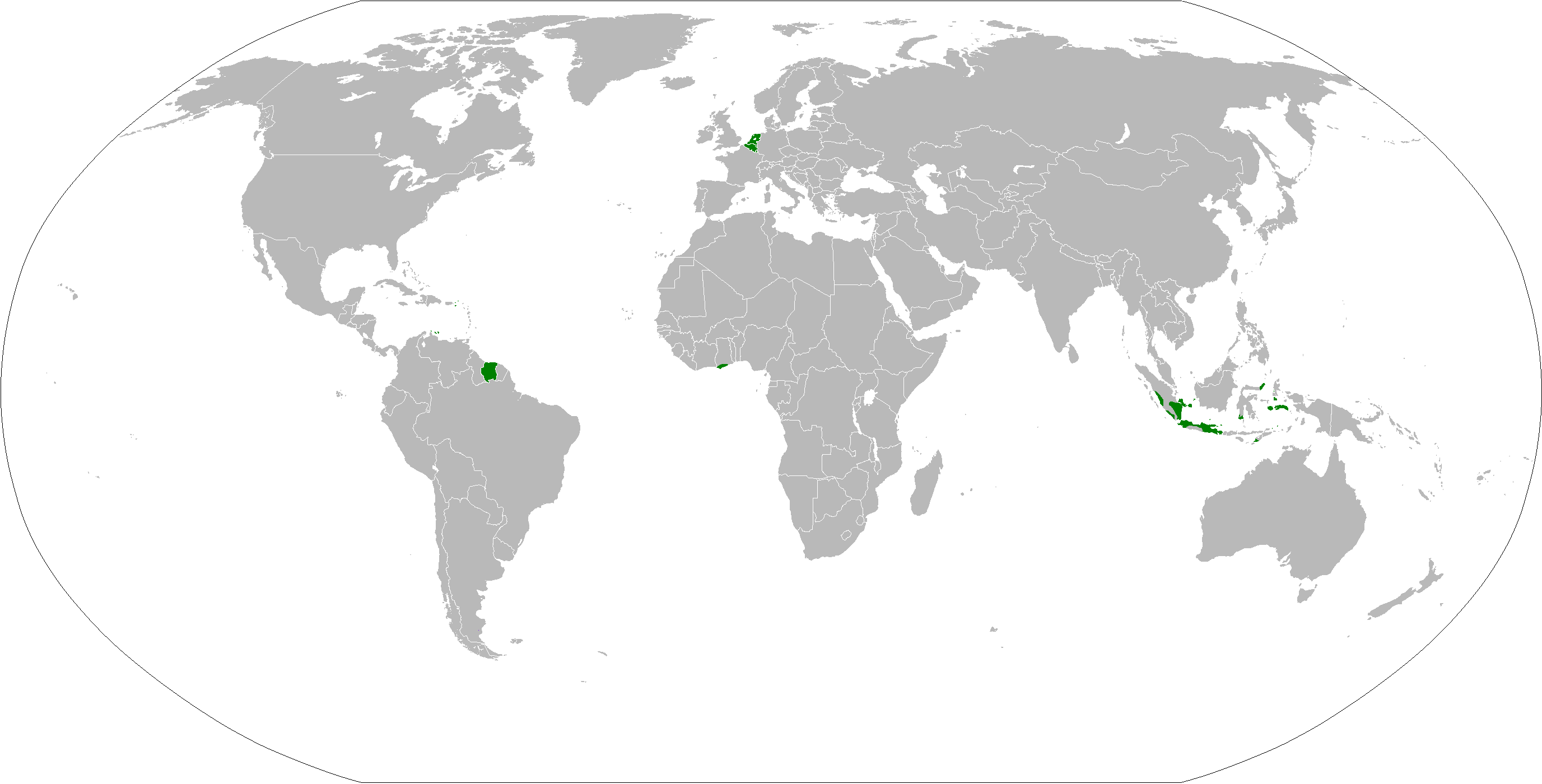
Đế quốc Hà Lan năm 1830
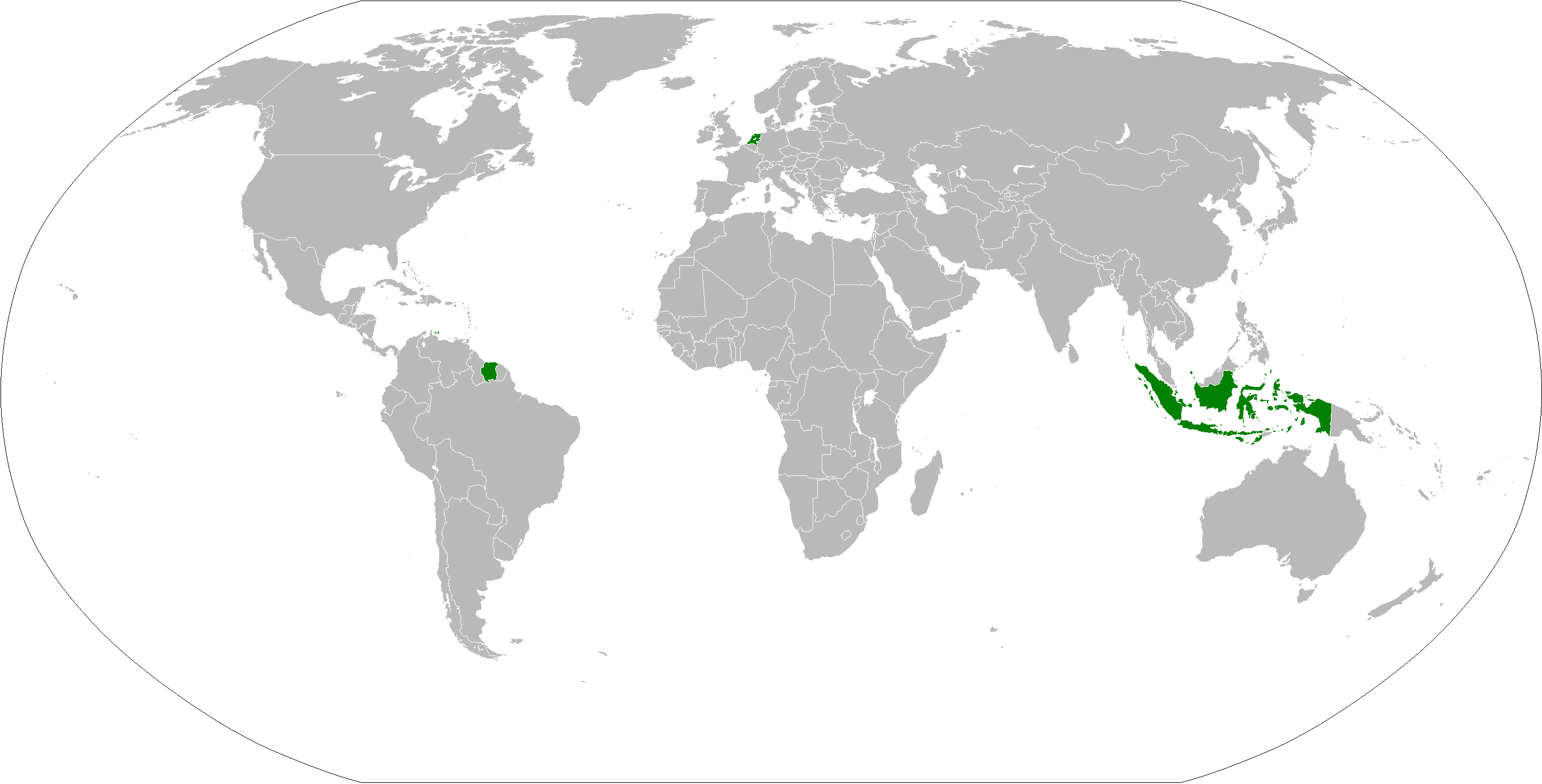
Đế quốc Hà Lan trước Thế chiến II
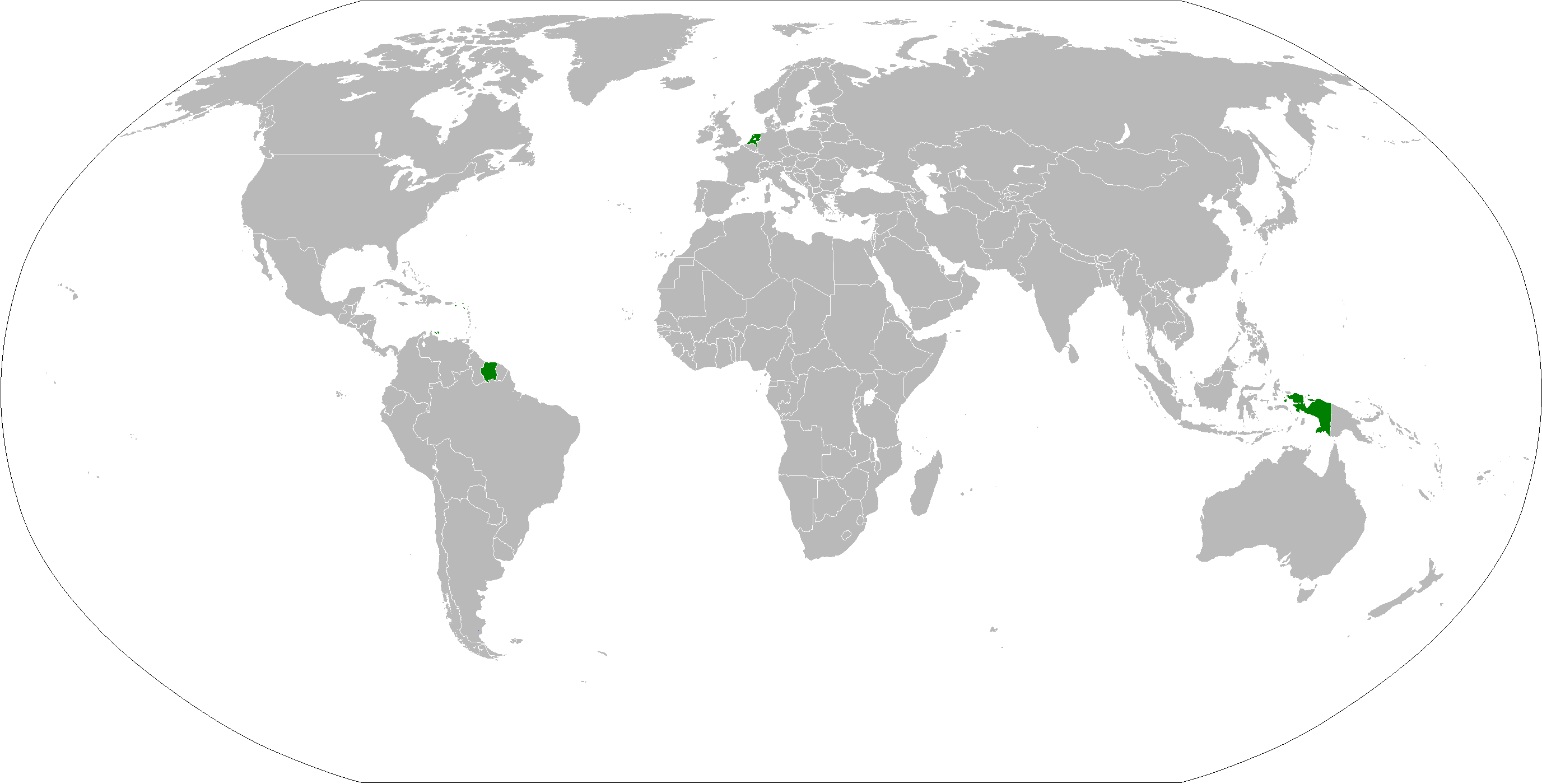
Đế quốc Hà Lan năm 1960
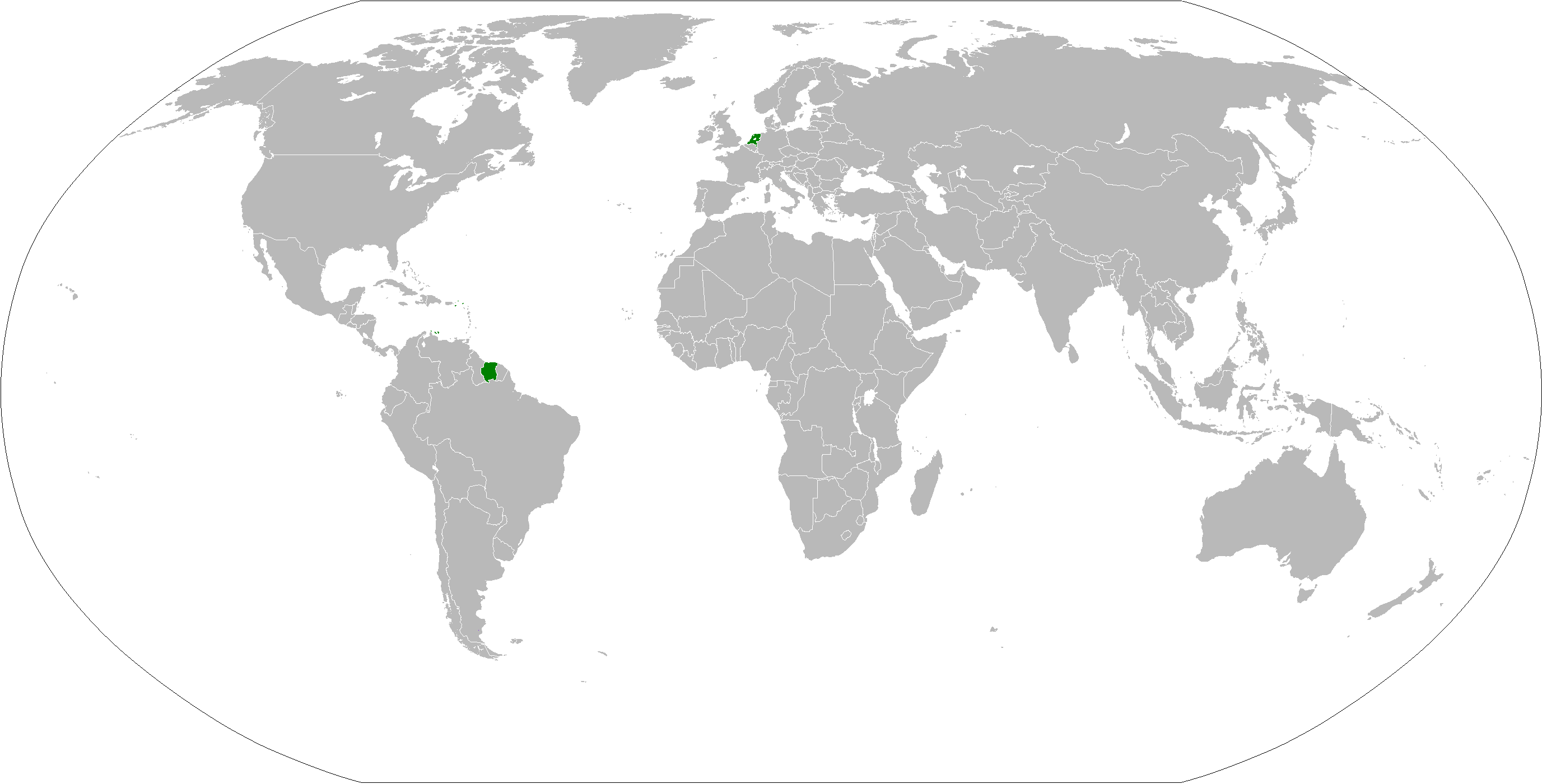
Đế quốc Hà Lan năm 1975